# 印度空軍
印度空軍（IAF；印地语：भारतीय वायु सेना，Bharatiya Vāyu Senā）是印度軍隊的空中武裝力量。其基本職責為保衞印度領空以及在與其他武裝發生衝突時作出空中戰爭。印度空軍於1932年10月8日建立，當時作為大英帝國的一支輔助空軍。1945年，印度空軍獲加授「皇家」名銜，以表彰其在第二次世界大戰中的貢獻。1947年印度自英國獨立後，皇家印度空軍負責保衞新建立的印度聯邦，而在1950年印度共和國建立後，皇家名銜被撤去。印度獨立以来，印度空軍參與了三次印巴戰爭及一場與中國的戰事。其他主要行動包括勝利作戰行動（1961年果阿并入印度）、美格朵行動、仙人掌行動、花環行動及辛多爾行動（2025年印度—巴基斯坦空襲）。除了應付對外衝突外，印度空軍亦積極參與聯合國維持和平任務。
印度總統自動兼任印度最高統帥，亦是名義上印度空軍的最高首長。但統領整個空軍的空軍總司令是空軍總參謀長（Chief of the Air Staff），由一位四星等階的空軍上將擔任。印度空軍軍中同時間內不會有多於一人擁有空軍上將頭銜。空軍元帥（Marshal of the Air Force）一銜則只曾在2002年授予給阿爾瓊·辛格一人，他也是首位擁任五星等階的將領。
國際戰略研究所發表的《2010年軍力平衡》報告估計印度空軍現有127,000名現役人員，但不同來源提供的數據都有很大差別。飛行國際就估計2013/2014年度印度空軍就有1,499架軍機服役。

## 使命

歷年來印度空軍國籍標誌（圓標）的變化:
1)1933年–1942年
2)1942年–1945年
3)1947年–1950年
4)1950年 – 現在

印度空軍的使命經1947年及1950年兩部武裝部隊法以及印度憲法規定，在戰時就是：
|  | 各項有關印度防務之事，諸如防禦的準備工作、所有有利於作戰時行動的事宜以及戰爭終止後有效地進行復員行動。 |

故此，印度空軍的基本目標就是藉由防護印度領空及與其他印度軍隊聯手以保衞印度的領土及國家主權免被威脅。印度空軍在戰場上為印度陸軍提供密接支援，亦為其提供其戰略性及戰術性空中運輸能力。印度空軍亦與印度海軍、印度陸軍、印度太空局及印度空間研究組織共同營運一體化空間機構，以圖更有效利用印度國內空間設施作軍事用途及監察威脅。
印度海陸空三軍亦會參與災難人道救援，包括在自然災害中協助災民疏散或進行搜救行動，印度空軍亦會在受影響區域中空投救援物資。在1998年古吉拉特氣旋風暴、2004年南亞海嘯及2013年北印度水災等大型災害中，印度空軍亦為廣泛地區提供人道協助。印度空軍亦有參與救助其他國家，例如南亞海嘯期間協助斯里蘭卡的「彩虹行動」。

## 歷史

### 建立及早期機師

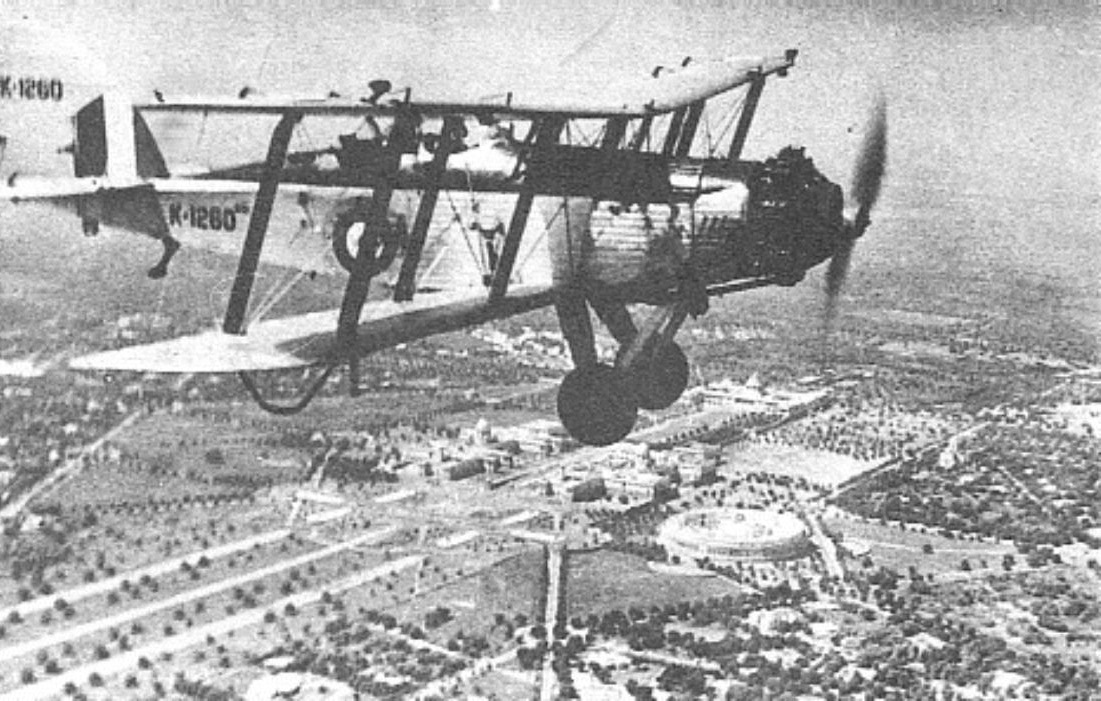
一架Westland Wapiti, 印度空軍其中一種最初服役的軍機

印度空軍在英屬印度時代建立，當時是作為英國皇家空軍的一個空軍輔助隊，並且沿用英國皇家空軍的制服、徽章、榮譽晉升及勛章獎勵制度。1933年4月1日，印度空軍的第一個中隊，由4架Westland Wapiti和5位印度飛行員組成的第1中隊正式成立。所有飛行員都是由皇家空軍指揮官，Sir Cecil Bouchier空軍中尉（後來升為空軍少將）借出的。
資⒌

### 第二次世界大戰（1939年－1945年）

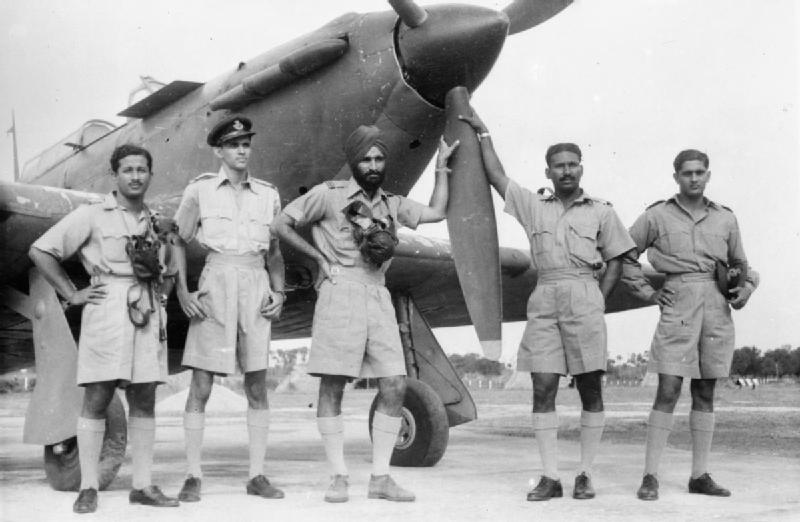
二次大戰期間，時為空軍上尉的阿爾瓊·辛格與第1中隊的其他印度飛行員在颶風戰鬥機前的合照，由左至右：Ibrahim, Homi Ratnagar, 辛格, Henry and Murcot.

第二次世界大戰時，印度空軍的角色是阻止大日本帝國皇軍在英屬緬甸的攻勢，它發動的第一場空襲的目標就是若開邦的日軍基地。印度空軍的空襲任務也包括日本在泰北湄宏順、清邁及清萊的空軍基地。
戰爭中，印度空軍主要為皇家空軍及美國空軍的重型轟炸機進行空襲、密接支援、空中偵察、護航及覓路導航行動。一些皇家空軍的飛行員調進了印度空軍部隊，而一些印度空軍飛行員也以皇家空軍身份參加歐州戰區的飛行任務，增加了空中戰鬥的經驗。二戰期間印度空軍亦得以擴充，一些新的飛機加入了空軍機隊，如美製的A-31复仇者俯冲轰炸机、道格拉斯DC-3及英製的颶風戰鬥機、噴火戰鬥機及Westland Lysander。
由於印度空軍在二戰中的貢獻，印度空軍1945年在獲英王佐治六世賜予「皇家」頭銜，成為「皇家印度空軍」。1950年印度共和國成立後才除去「皇家」，變回今名「印度空軍」，同時也改成了現在通用的圓標樣式。

### 獨立初期（1947年－1950年）

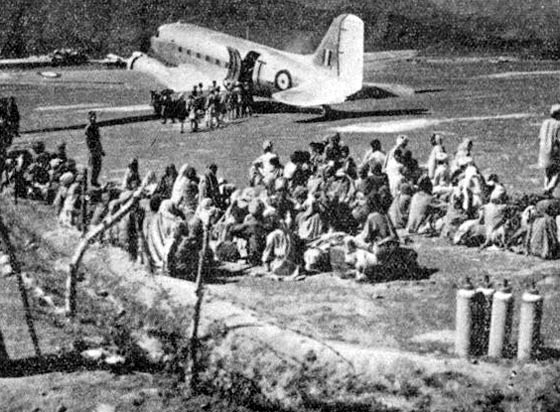
1947年12月，一群難民正在旁切縣的跑道上等待協助他們離開的道格拉斯C-47運輸機

1947年，印度從英國獨立，英屬印度因印巴分治而分裂成印度聯邦及巴基斯坦，原皇家印度空軍的資產都因應國界劃分而分別歸屬給這兩個新國家。印方的空軍維持「皇家印度空軍」之名，但三個在巴基斯坦領土上駐紥的中隊及其設施就歸新成立的皇家巴基斯坦空軍。
就在此時，兩國為了半獨立狀態的喀什米爾土邦的控制權爆發衝突。因應巴基斯坦軍隊擊潰了喀什米爾軍隊並進駐了該地，當地土邦主決定加入印度聯邦以尋求印方軍事協助。土邦簽署正式加入印度的文書後一日，皇家印度空軍就奉召將印軍送到交戰地區。不過，這就觸發印巴兩國的一場全面戰爭，雖然他們都沒有正式向對方宣戰 戰爭中，皇家印度空軍並沒有與巴基斯坦空軍進行空對空作戰，但就為印度軍隊提供有效的運輸及密接支援。

### 剛果危機及收復果阿（1960年－1961年）
1960年，比利時殖民統治了75年的比屬剛果因剛果危機而終結，印度空軍派出了第5中隊，配備了英製坎培拉式轟炸機，支援聯合國軍在剛果的軍事行動，並在當年11月正式執行任務，在剛果的任務至1966年聯合國軍在當地結束任務為止。任務期間，坎培拉式轟炸機在金夏沙及卡米納的行動中迅速摧毀叛軍的空中力量，並以其長途飛行能力有效支援聯合國軍的地面部隊。
另在1961年末，由於多年以來印度及葡萄牙兩國無法在葡屬果阿及達曼-第烏問題上達成共識，印度政府決定調度軍隊以驅逐在兩地的葡萄牙勢力。印度空軍在此戰中負責支援地面部隊的進攻行動，也在12月8日至18日派由戰鬥機及轟炸機組成的機隊試圖驅離當地的葡萄牙空軍，但並不成功。12月18日，兩波坎培拉式轟炸機炸毀了果阿達波里姆機場的跑道，葡軍飛行員就從損毀的機場中起飛並逃回葡萄牙。獵人式戰鬥轟炸機摧毀了巴姆博利姆的無線電站，吸血鬼戰鬥機就為地面部隊提供空中掩護。而在達曼，神秘式4型戰鬥機就空襲葡軍機槍陣地；暴風雨戰鬥機就炸毀了第烏機場的跑道、控制塔、無線電站及氣象站。這些行動最終成功協助印度政府收復所有葡屬印度土地。

### 領土爭奪與空軍自身的轉變（1962年－1971年）
1962年，中華人民共和國與印度的邊界糾紛因中華人民共和國解放軍越過印度邊界而升級為一場戰爭，而在中印戰爭期間，印度軍方的失當部署令印度空軍無法有效抵禦攻進印度的解放軍，故令印方損失了不少利益，尤以在查謨-克什米爾邦的損失為甚。
中印戰爭的三年後，即1965年，巴基斯坦軍隊發動直布羅陀行動，出兵突襲印度，觸發第二次印巴戰爭。此戰是印度空軍首次主動迎擊敵國空軍。這回印度空軍不是為陸軍提供支援，而是單獨進攻巴基斯坦的空軍基地。這些基地的位置其實都離邊境很遠，深入對方國境的行動增加執行任務的空軍戰鬥機被防空火力攻搫的危險 。巴基斯坦空軍的科技水平都比印度空軍高，而且因為巴基斯坦軍採取突襲及與英美兩國有良好關係並得到其軍事支援，整場戰爭中巴基斯坦軍不論在戰略上或戰術上都擁有優勢。為了防備可能自進侵的中華人民共和國部隊，東邊的印度空軍部隊反擊巴基斯坦軍的行動受印度政府的制約，亦不能抽調到西線作戰，即使部處在東邊的其實正是空軍主力。而且，自1949年喀什米爾戰爭結束而來，國際社會對喀什米爾地區實施武器禁運。儘管如此，印度空軍仍然能夠保持在戰爭區域的制空權，其中細小靈活的蚺式戰鬥機在實戰中有效對抗巴基斯坦空軍的F-86軍刀戰鬥機，遂獲得了「軍刀殺手」（Sabre Slayers）的綽號。戰爭中印度空軍損失了73架飛機，而巴基斯坦就損失了43架，印度空軍超過60%的損失是在卡萊昆達及帕坦科特的各場戰鬥中造成的。

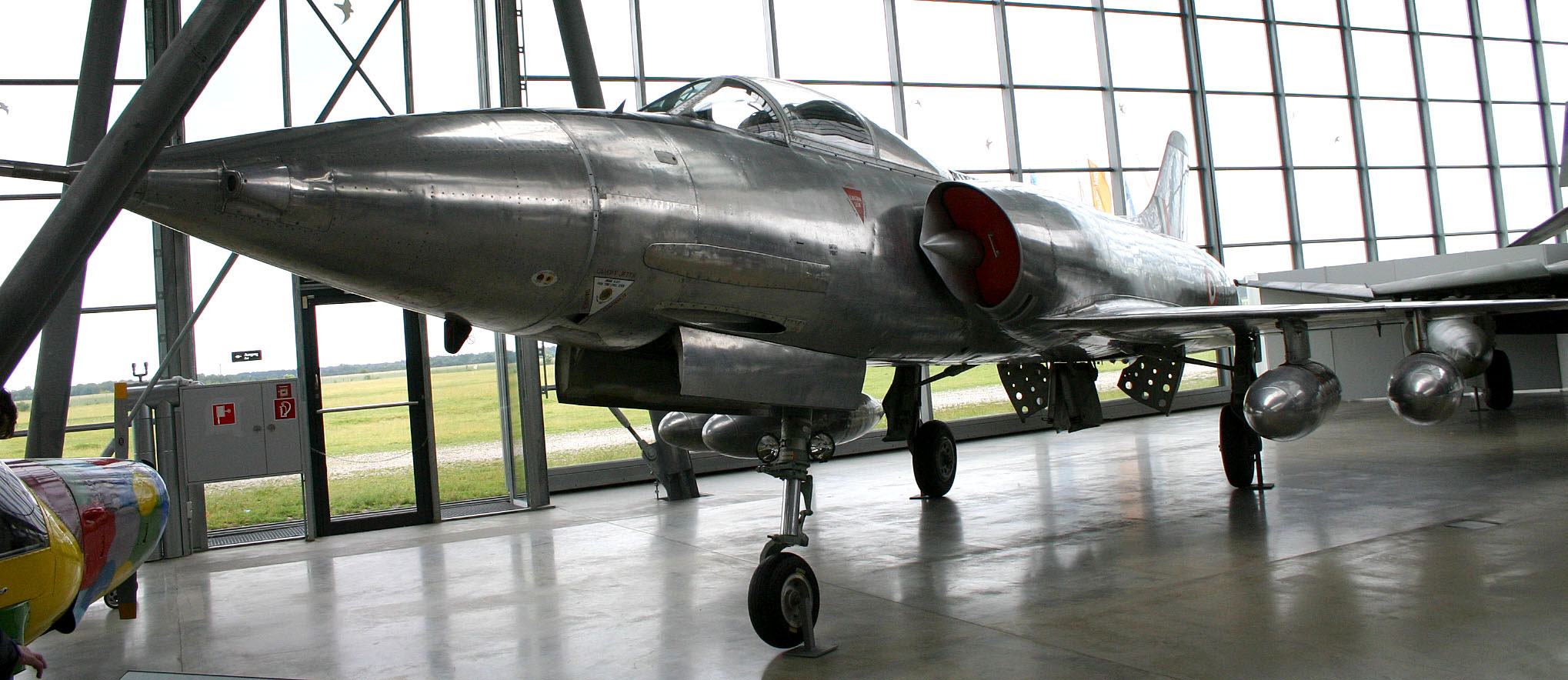
HF-24 風神式戰鬥轟炸機，第一種在印度空軍服役的印度製噴射戰鬥機。

第二次印巴戰爭後，印度空軍經歷一連串的改革以改善其各方面力量。1966年，印度陸軍傘兵突擊隊正式成立。為了增強空軍的運輸及搜救能力，印度空軍又引入了由印度斯坦航空公司製造的72架HS 748運輸機。印度亦開始著眼於自行研發戰鬥機。最終由著名的德國飛機工程師Kurt Tank設計出HF-24 風神式戰鬥轟炸機，並引進入空軍中服役。印度斯坦航空公司又著手研發蚺式戰鬥機的改良型：HAL Ajeet。與此同時，印度空軍亦引進了蘇製米格21及蘇-7戰鬥轟炸機這些兩倍音速戰鬥機。

### 第三次印巴戰爭（1971年）
1970年末，東巴基斯坦的獨立運動變得激烈，終引發了涉印巴兩國的第三次印巴戰爭。1971年11月22日，也就是爆發全面戰爭的十日前，四架巴基斯坦的F-86軍刀戰鬥機發動了卡里普爾之戰，攻擊了印度及孟加拉民族解放軍在卡里普爾這個鄰近邊境的據點。不過其中有兩架被印度空軍的蚺式戰鬥機擊落，亦有一架受損。同年10月3日，就在巴基斯坦發動「成吉思汗行動」，派出空軍大舉突襲印度空軍在斯利那加、安巴拉、西爾薩、海瓦拉及焦特布爾的設施後，印度正式向巴基斯坦宣戰。不過印度空軍其中早就預料到對方有此一著，並早作防備，故在這次襲擊中並沒有受到重大損失。印度空軍亦在空襲後迅速反應，導致巴基斯坦在接下來的戰鬥中呈現守勢。
首兩週內，印度空軍派出了約2000架次的軍機到東巴基斯坦並支援當地的印度軍隊 ，又協助海軍對付在孟加拉灣及阿拉伯海的巴基斯坦海軍。在西邊的印巴邊境爆發的Battle of Longewala中，印度空軍摧毀了超過29輛巴基斯坦坦克，40輛裝甲運兵車和一輛鐵路列車。後又對巴基斯坦卡拉奇的石油設施、曼格拉大壩及信德省天然氣廠進行戰略轟炸。同樣的戰略亦同樣應用在東巴基斯坦，亦由於印度空軍完全掌握東巴基斯坦的制空權，該地的軍火工廠、公路以及其他重要地區都受嚴重破壞。戰爭最終以巴基斯坦戰敗，東巴基斯坦守軍投降、孟加拉國建立而結束。印度空軍則指戰事中共計有94架巴基斯坦軍机被擊落，其中有54架是F-86軍刀戰鬥機。印度空軍在戰爭中有超過6,000架次的飛機升空參戰 ，包括運輸機及直升機的行動。戰爭臨近結束時，印度空軍的運輸機曾在達卡空投宣传单，呼籲仍然抵抗的巴基斯坦守軍投降，進一步瓦解東巴基斯坦守軍士氣。

### 卡基爾戰爭以前的事件（1984年－1988年）
1984年，印度發動美格朵行動，佔領持續有主權爭議的喀什米爾地區中的錫亞琴冰川。此行動中，印度空軍使用Mi-8直升機、雲雀III型直升機及Aérospatiale SA 315B Lama運載了數以百計的印度部隊進入冰川。行動於4月13日展開，而這個軍事行動是獨特的，源於冰川險峻的地勢以及惡劣氣候。但這次行動相當成功，因為先前印巴雙方也沒有派過人員駐守此地，而這次印度軍方在沒有遇上反抗之下取得冰川大多數高峰的控制權。

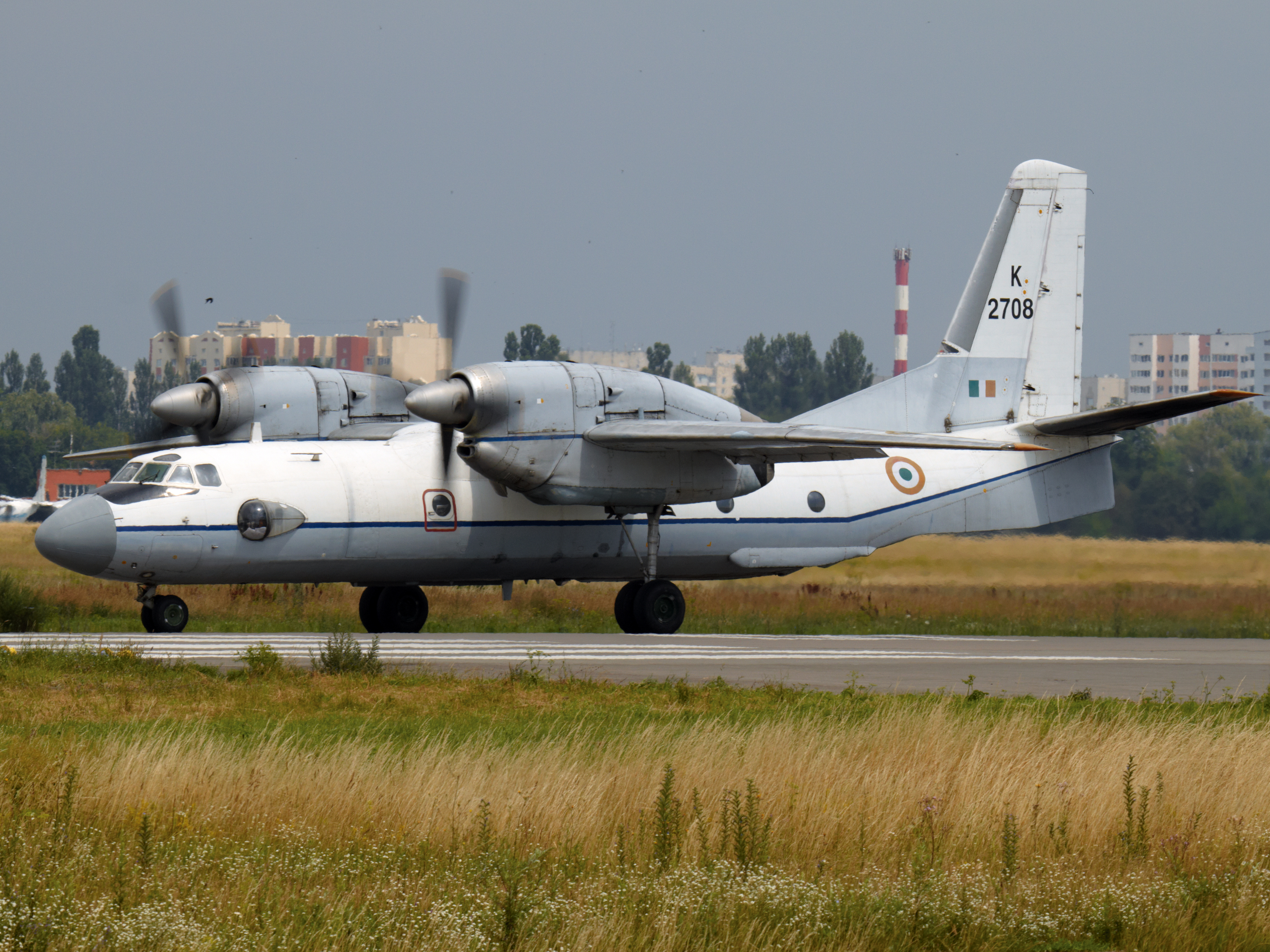
花環行動中，印度空軍曾用安-32運輸機空投人道救援物資

1983年起，斯里蘭卡政府軍與泰米爾游擊隊爆發戰爭，開始了近26年的斯里蘭卡內戰。印度見內戰無望從談判解決，也曾提供人道救援物資予非武裝船隊援救斯理蘭卡人。1987年6月4日，印度政府決定直接用飛機空投物資，5架安-32運輸機由5架幻象2000戰鬥機護航下進行空投，斯里蘭卡軍隊亦沒有反對。但斯里蘭卡政府指控印度「明目張膽地侵犯主權」，但印度重申行動出于人道主义立場。
1987年，印度空軍發動帕萬行動支持印度維和部隊在斯里蘭卡北部及東部的活動。行動中印度空軍出動運輸機及直升機達70,000次以支援近十萬的軍人和預備軍，沒有遭到任何損失或被逼中止任務。安32運輸機負責南印度空軍機地與北斯里蘭卡的運輸線，不停運送人員、裝備、物資及傷員往返兩地。Mi-8直升機參與支援陸上部隊以及在選舉期間為斯里蘭卡公共行政系統提供空運服務 。Mi-25雌鹿D直升機用以壓制部分地點的軍事行動，以及參與封鎖海岸及隱蔽河道的交通。
1988年11月3日晚，因應馬爾代夫總統加堯姆的要求印度提供軍事支持以助他抵抗受泰米爾游擊隊支持的馬爾代夫叛軍，印度空軍發動了「仙人掌行動」，第44空降部隊乘坐伊留申76運輸機在阿格拉起飛，直達2,000公里外的馬爾代夫，並於翌日凌晨0030成功於瑚湖爾島降落，在接下來數小時內，這隊部隊成功防守機場並助加堯姆的政府重新掌握全國控制權。

### 卡基爾戰爭（1999年）
1999年5月11日，印控喀什米爾中的卡基爾正處於嚴重衝突中，印度空軍遂奉命派出直升機對陸軍作出密接支援。印度空軍發動了白海行動，第一次空襲在5月26日發動，就在戰鬥機及武裝直升機攻擊潛入當地的680名阿富汗軍隊據點之時，行動由米格27進攻，並由米格21及米格29提供掩護。印度空軍亦部署了大量雷達及米格29戰鬥機用以監視防範巴基斯坦軍的越界行動。斯利那加機場當時亦封閉，停止了所有民航活動，專供印度空軍使用。
5月27日，印度空軍接連損失了一架米格21 及米格27，翌日，一次攻擊行動中，一架Mi-17直昇機被三枚FIM-92刺針便攜式防空飛彈擊落，四名機組人員陣亡。這些損失令印度空軍立即停止使用直升機執行攻擊任務，以防備敵方諸如刺針導彈等便攜式防空導彈之襲擊。5月30日，幻象2000戰機加入攻擊行動，因它們被認為在高海拔的衝突地區有更佳表現。比起米格機，幻象2000不但更好對抗便攜式防空導彈，而且更能讓印度空軍在夜間也施行空襲。而米格29廣泛用於對幻象2000的護航行動。最終幻象2000 成功攻擊了敵人在卡基爾的陣地及物流基地，嚴重影響他們的物資輸送鏈。幻象2000參與空襲防禦嚴密的老虎山，意圖為陸軍收復當地掃平障礙。戰鬥最激烈時印度空軍每天向卡基爾地區派出飛機超過40架次 。終在7月26日，印度軍方成功驅逐佔領卡基爾的巴軍。

### 卡基爾戰爭後（1999年至今）
1999年8月10日，印度空軍的米格-21戰機在飛越印巴主權爭議地區爵士灣時攔截了巴基斯坦海軍的布雷蓋大西洋式反潛巡邏機。戰機將巡邏機擊落，並造成機上16名巴基斯坦海軍軍人喪生。印度方面指巡邏機是執行偵測印度空軍空防情報的任務，而巴基斯坦則強烈反對印度官方說法，堅稱該非武裝飛機是在執行訓練任務。
20世紀90年代末，印度空軍的機隊就經歷現代化改變，以適應新世紀的挑戰。當時空軍由於淘汰老舊飛機，將規模縮減至33個航空中隊，但仍保持世界第四大空軍的地位。印度空軍計劃擴軍至42個空軍中隊，而自給自足就是空軍的主要目標，這就由防禦研究及飛機制造的部門推動。
2014年7月25日，北方邦西塔普爾發生一架直升機墜毀的事故，該機原定由巴雷利飛至安拉阿巴德。事故中至少造成7人死亡。
2023年1月28日凌晨，Su-30和幻象2000戰鬥機自瓜廖爾空軍基地（Gwalior air base）訓練演習時發生墜毀事故，一架於中央邦莫雷納墜毀，另一架掉落在100公里外的拉賈斯坦邦巴拉特普爾（Bharatpur）。事故導致1人死亡、2人受傷。Su-30上有2名飛行員，幻象2000上則有1名飛行員，其中Su-30的2名飛行員成功彈射逃生，後續被直升機送往醫院；另1名幻象2000的飛行員則不幸身亡，而墜毀原因疑似2架戰鬥機空中相撞，正在調查釐清中。

## 架構

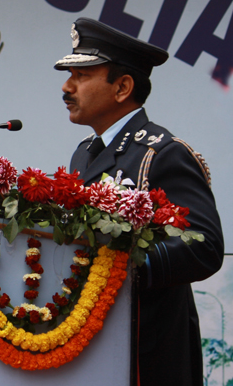
現任空軍總司令、空軍上將拉哈

印度總統是印度軍隊的最高指揮官，故此名義上是空軍的最高長官。空軍上將出任的印度空軍參謀長則是空軍的總司令，下轄六個部門，各有一首長:
- 印度空軍副參謀長（英语：Vice Chief of the Air Staff (India)）
- 印度空軍參謀次長（英语：Deputy Chief of the Air Staff (India)）
- 空軍行政總長（英语：Air Officer in Charge of Administration）
- 空軍人事總長（英语：Air Officer in Charge of Personnel）
- 空軍維修總長（英语：Air Officer in Charge of Maintenance）
- 飛行安全部長（英语：Inspector General of Flight Safety）

2002年1月，印度政府將空軍元帥頭銜賜給阿爾瓊·辛格，讓其為首第一也是唯一一個五星將官，並是空軍名義上的首長。

### 司令部
印度空軍分成五個行動及兩個功能性司令部。每個司令部都由一位將級空軍司令掌管。行動司令部是負責派出飛機執行所轄地區的軍事行動，而功能性司令部就用來維持戰備系統。除了訓練司令部位於班加羅爾，初級飛行訓練中心是設在海得拉巴的空軍學校中，接下來其他訓練基地就設在各個不同空軍院校。而指揮級別的高級軍官訓練就在國防服務軍官學院負責；專注於飛行訓練的學校就分別位於比德爾、卡納塔克邦及Hakimpet（也是直升機學校所在）。還有遍布多處的技術學校。
| 行動司令部 - 中區空軍司令部 (CAC)，總部設在北方邦的安拉阿巴德。 - 東區空軍司令部 (EAC)，總部設在梅加拉亞邦的西隆。 - 南區空軍司令部 (SAC)，總部設在喀拉拉邦的特里凡得琅。 - 西南空軍司令部 (SWAC)，總部設在古吉拉特邦的甘地訥格爾 - 西區空軍司令部 (WAC)，總部設在首都新德里 |  | 功能司令部 - 訓練司令部 (TC)，總部設在卡納塔克邦的班加羅爾。 - 維修司令部 (MC)，總部設在馬哈拉施特拉邦的那格浦爾。 |

### 航空聯隊
航空聯隊是司令部與中隊之間的一個架構編制。一般來說，一個聯隊由2~3個中隊或直升機連總成，還配有前線基地支援連隊（Forward Base Support Units，FBSU）。支援連隊之下沒有任何飛機連隊和中隊，但在日常行動中他們就作為一個中轉空軍基地。而在戰爭期間，他們可以變成一個完整的空軍基地供各連隊進駐。印度空軍共有47個聯隊及19個支援連隊。聯隊多數由聯隊隊長所指揮。

### 航空中隊及航空連
中隊和連是空軍的行動小組，並在一固定地點組建並駐紥。故此一個航空中隊或連其實是一個空軍站點的分隊，執行空軍的基本任務。而所有戰鬥機中隊皆由聯隊司令階級的司令官所統領。一些運輸中隊及直升機連的司令官則為聯隊隊長。

### 飛行小隊
飛行小隊是中隊的下級編制，由中隊領袖所指揮。在這編制之下，印度空軍有一些服務分隊是能夠每天日接日地不斷工作，包括：
| 飛行分隊 - 飛行 |  | 技術分隊 - 工程 |  | 地面分隊 - 物流 - 行政 - 會計 - 教育 - 醫藥及牙科 - 氣象 |

### 神鷹突擊隊

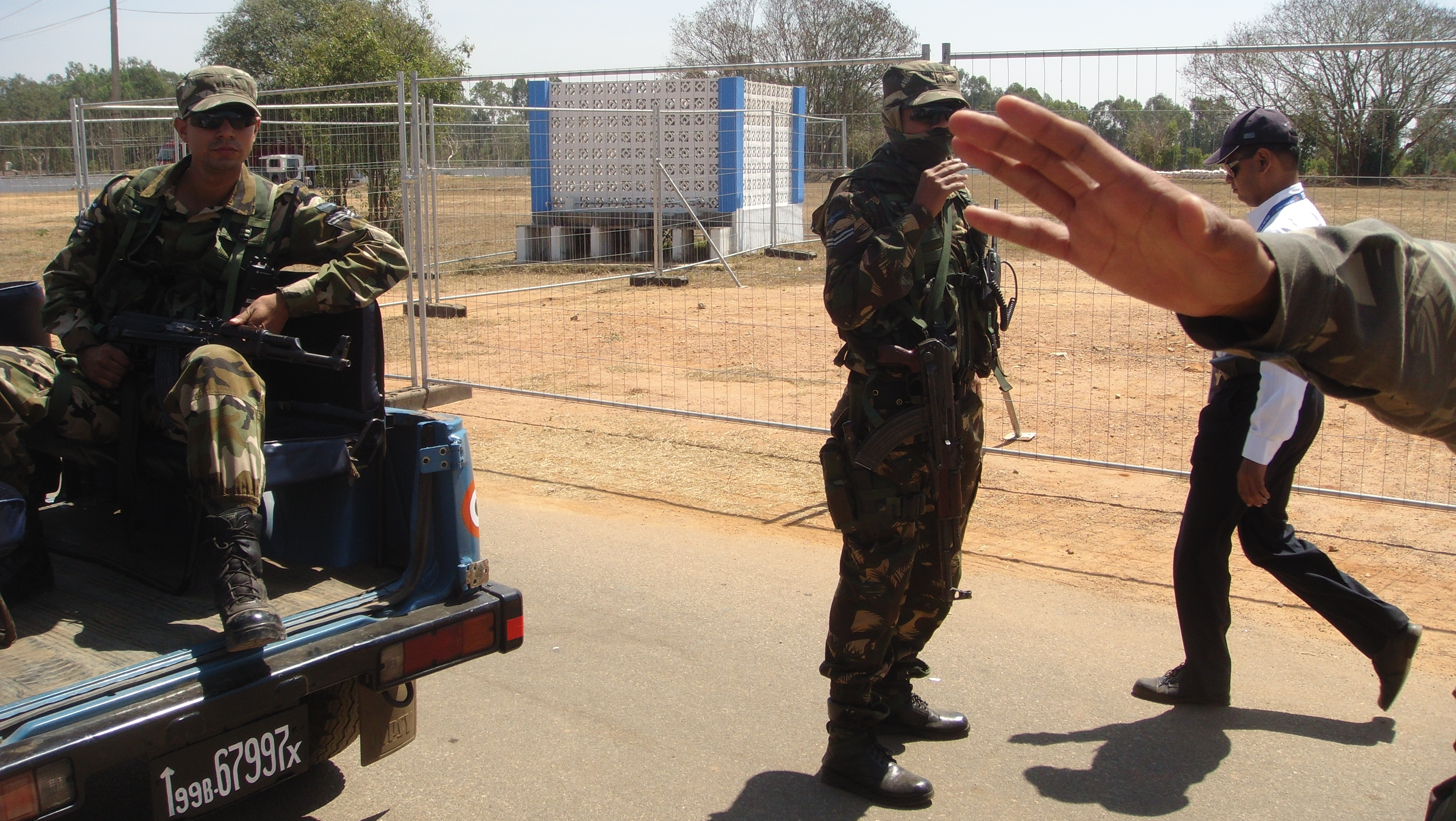
2011年印度航空展的神鷹突擊隊

2009年9月，印度建立了其特種部隊，名為神鷹突擊隊，由約1500人組成。組建這支部隊時，人員皆是由徵集支願者而得，並且到各軍事學校及部隊中接受特別訓練，那些成功完成所有訓練的飛行員就得以入選突擊隊，但同時各空軍訓練學校就用特別的遴選方式選出年輕的空軍士兵加入突擊隊。因此，印度空軍就組建了兩組不同的突擊隊員，一種是富有經驗的士兵，在各空軍部隊中都有經驗；另一種就是年輕的飛行員，得以訓練成為標準的特種部隊成員。部隊的名字來自一隻印度教神話的神鳥，嘉魯達（Garuda），但就用了更常用的梵語字（Garud）命名。這支部隊用以保護重要設施，而面對敵人時，突擊隊就參與搜救作戰，營救在敵後的部隊、壓制敵人防空力量、破壞敵方雷達、作戰控制、導彈及火力引導以及其他支援空軍行動的任務。在戰時，他們亦可能參與進攻行動，包括襲擊敵人空軍基地等。
除了保護空軍基地免受襲擊外，在敵人入侵或衝突發生時，部隊亦會參與封鎖武器系統、戰鬥機機庫及其他大型系統；另在災難時亦會參與救災工作。

### 一體化空間機構
一體化空間機構由印度三軍與印度太空局及印度空間研究組織聯合營運，用以更有效地將國內空間設施運用在軍事上，亦會運用諸如人造衛星的太空科技儀器。不像使用空域那様主要借助空軍力量，此機構設定就是讓五個參與機構互相配合。
印度現在有10枚遙感衞星在軌道上，雖然大部分其實都不是專門作軍事衞星，但一些擁有少於一米的高解像度，足以作軍事用途。「科技實驗衛星」就擁有全彩並有1.2米解像
度的相機，RISAT-2衞星就能夠在任何天氣環境之下拍得影像，更擁有一米的解像度，CARTOSAT-2, CARTOSAT-2A 及 CARTOSAT-2B的全彩鏡頭就擁有黑白拍攝達80厘米解像度的能力。

### 表演隊

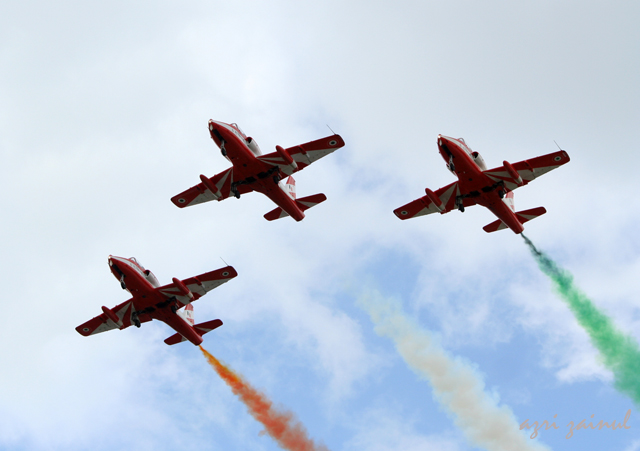
Surya Kiran的HJT-16 光綫飛機

陽光特技飛行表演隊（Surya Kiran ,梵文中 陽光之意）是印度空軍一隊表演隊。這支隊伍在1996年組成，包括空軍戰鬥機隊中挑選了共13名飛行員及9架有橙白兩色塗裝的HJT-16 光綫訓練機。這表演隊在2006年成為中隊編制，現在的名字是空軍第52中隊（鯊魚）。 表演隊以比德爾為基地，HJT-16飛機則將會為HJT-36 晨星訓練機所取代，空軍已經為表演隊訂製12架此型號的限量版飛機。同時，印度空軍亦將在兩三年內完成將機隊全改做鷹式教練機。
孔雀飛行表演隊（Sarang，梵語中孔雀之意）則是印度空軍的直升機表演隊，孔雀亦是印度國鳥。這支2003年建立的隊伍於2004年在新加坡亞州航空展中作首次表演，　擁有４架紅白兩色塗裝及兩邊機身都有孔雀圖案的北極星直升機。這支表演隊基地在蘇盧爾。
因為當前印度空軍十分缺乏飛行員，這兩支表演隊可能會因軍方將飛行員調回戰鬥機隊而消失。

## 人員

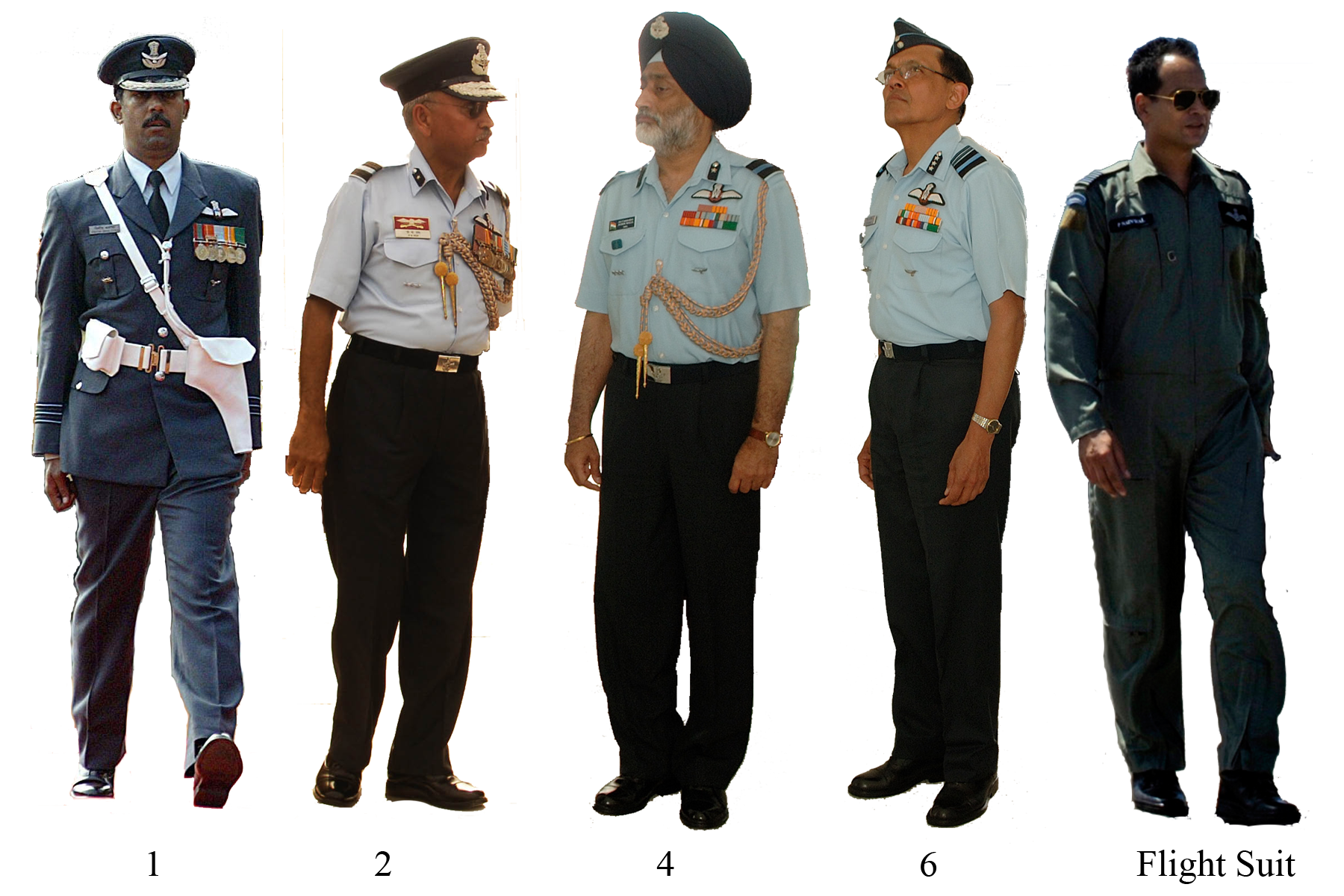
穿著整齊制服的印度空軍軍官

多年以來，一眾消息來源分析公開資訊後估計之印度空軍人數都有很大差異。公共行政組織GlobalSecurity.org估計過印度空軍在1994年有十一萬人。2006年，安東尼·科德斯曼在國際戰略研究所出版的《2006年亞洲常規軍力平衡》中估計印度空軍人員達十七萬，但詹姆斯·哈克特在《2010軍力平衡》中將數字下調到127,000。
印度空軍的軍階制度是建基於皇家空軍，最高階的是空軍元帥，但此階乃是在戰爭以後由印度總統頒授給有特別貢獻的將領，現在只有阿爾瓊·辛格擁有此階。空軍的領導人物空軍總司令就由空軍上將出任，現在的總司令拉哈於2003年12月31日就任。
所有印度公民，只要他們能夠符合資格要求，都能擔任空軍軍官。成為軍官共計有四個起點，年齡介乎16歲半至19歲，完成了中學教育的男性可以循「中級」一級申請；不論男女，年齡介乎18至28歲並完成三年大專學院教育就可循「畢業生」一級申請；工程學院之畢業生，只要他們年齡在18至28歲之間，都可以循「工程」一級申請，飛行及地勤人員的年齡限制在23歲，而技術人員就是28歲；完成了碩士學位，介乎18至28歲的男女就從「研究生」一級申請，但這級別進入的人不能成為飛行軍官，地勤職務的限制在25歲，技術人員仍是28歲。空軍又限制了所有25歲以下的申請人必須是單身。空軍就會從這些合資格申請人中挑選出適合的學員選參加訓練，完成訓練後的學員就成為空軍軍官。

### 航空兵
航空兵在印度空軍是要確保所有空中或地面行動皆順暢運行，由運行防空系統到裝設導彈，他們參與空軍基地的所有活動，以及為各種技術性及非技術性工作提供支援。空軍軍官以下等階人員則是通過全印度14處航空兵選拔中心的選拔測試以及招聘會招募，所有選拔中心都由中央航空兵選拔委員會直接控制及命令。參加者都先會在報名時接受筆試，通過筆試者就會接受體能測試、英語面試以及醫藥考試。能夠通過全部測試並有理想表現的參加者就會獲選出接受訓練，最終在完成訓練後成為航空兵。

### 榮譽軍官
薩辛·坦都卡是第一個印度公民和印度運動員在沒有飛行背景之下獲印度空軍頒授榮譽聯隊隊長軍銜。

### 非戰鬥部隊人員及公民
非戰鬥部隊人員在英屬印度時期就已出現，他們就作為軍官們的助手，就如印度陸軍之傳令兵或個人助理（sahayak）一樣。
差不多所有司令部都有不同比率的公民在內任職，他們其實都是中央政府聘請的人員，就像在政府內閣諸部的情況。他們一般都不會出外執勤，而是留在所駐基地站點中做行政或非技術性工作。

### 訓練與教育
印度軍隊在全國各處設立了很多學院，為其人員提供軍事訓練。軍事學校、戰士學校以及印度民族軍事學院皆是成立來擴大國防招募工作的，而印度三軍更聯合運營的幾所院校如印度國陽學院、防務人員學院及防禦管理學院就用來培訓三軍的軍官。而設在浦那的軍醫學院就用來為軍隊培訓軍醫。
除了這些三軍院校，印度空軍還有訓練司領部以及一些訓練設施，技術人員或支援人員在地面各訓練學校完成訓練，而飛行員就在丁迪古爾的空軍學院，還有安拉阿巴德的飛行員訓練設施、哥印拜陀的空軍行政學院、班加羅爾的空軍技術飛行醫藥學校、班加羅爾加拉哈立的空軍技術學院以及阿格拉的空降部隊訓練學校等各個空軍訓練設施進行訓練。

## 機隊
- 印度空軍軍備列表（英语：List of active Indian military aircraft）

印度空軍的飛機及裝備有自俄羅斯聯邦（包括前蘇聯）、英國、法國、以色列、美國進口，以及印度自己研發製造，而俄製飛機數量最多。印度斯坦航空有限公司也在俄羅斯及英國的准許下製造了一些俄式及英式戰機。現在的公開資料不足以讓外界得知印度空軍確切現役飛機數目，故不同機構估計的數目有很大不同。

### 戰鬥機及攻擊機

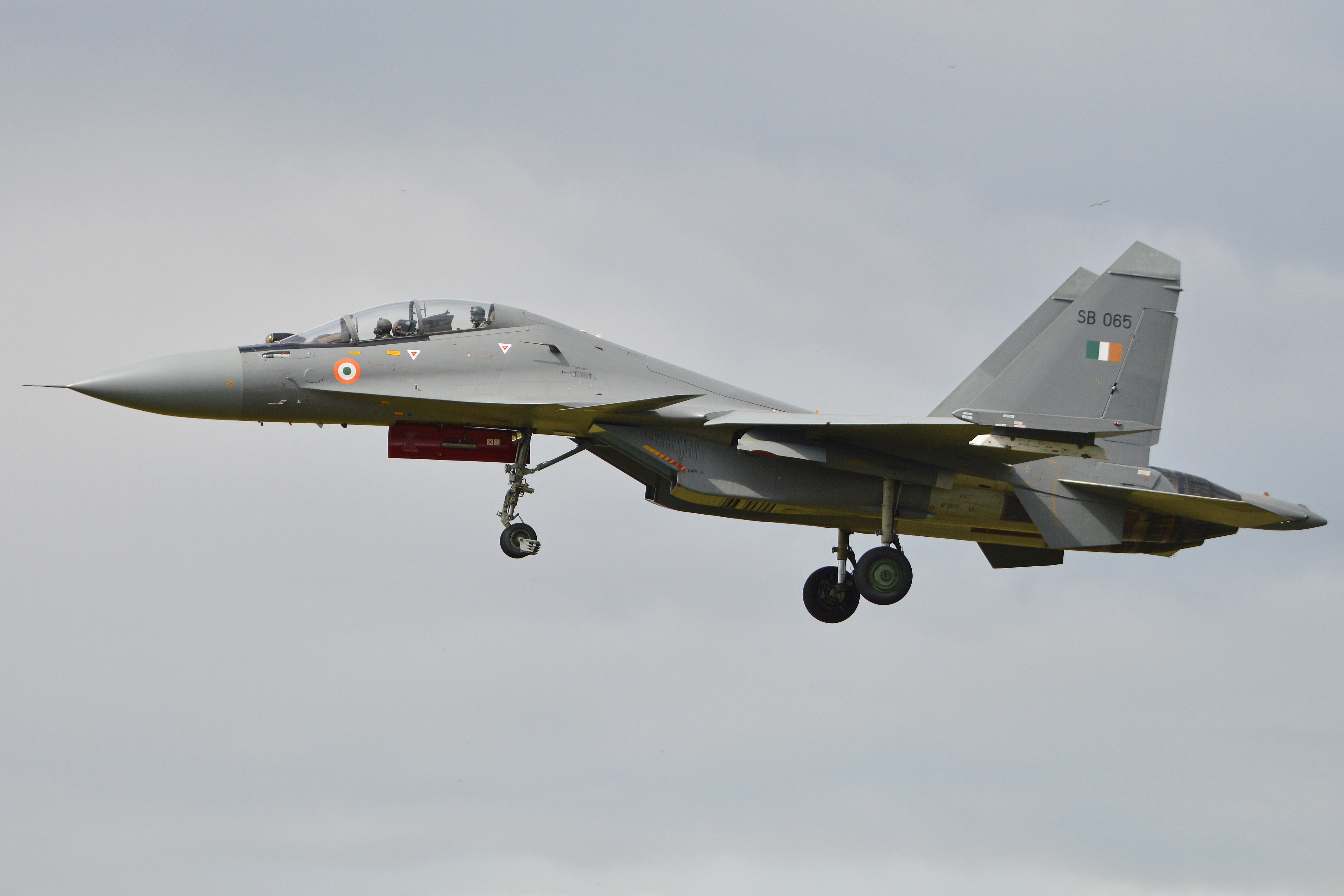
蘇-30MKI戰鬥機

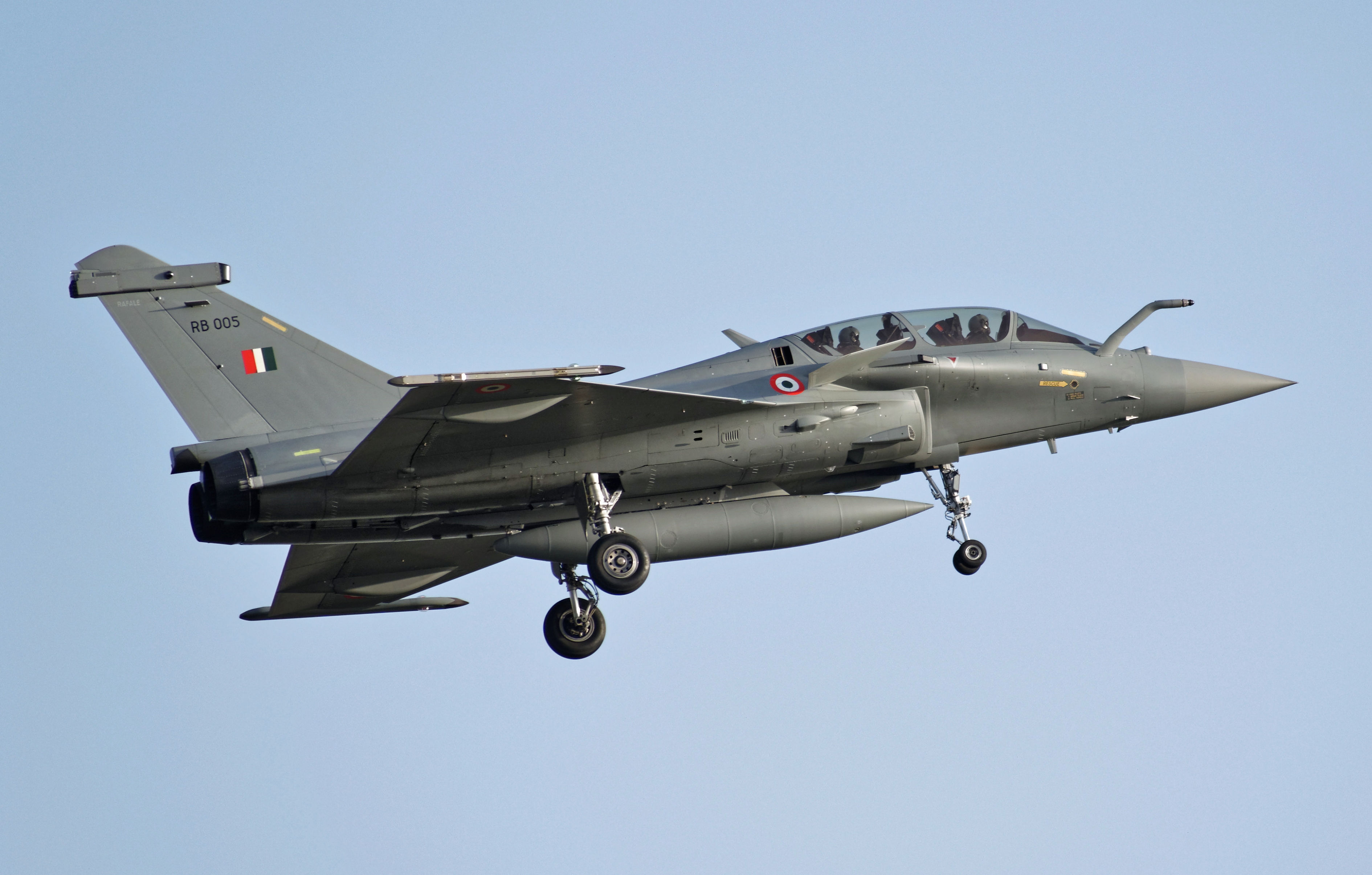
阵风戰鬥機DH

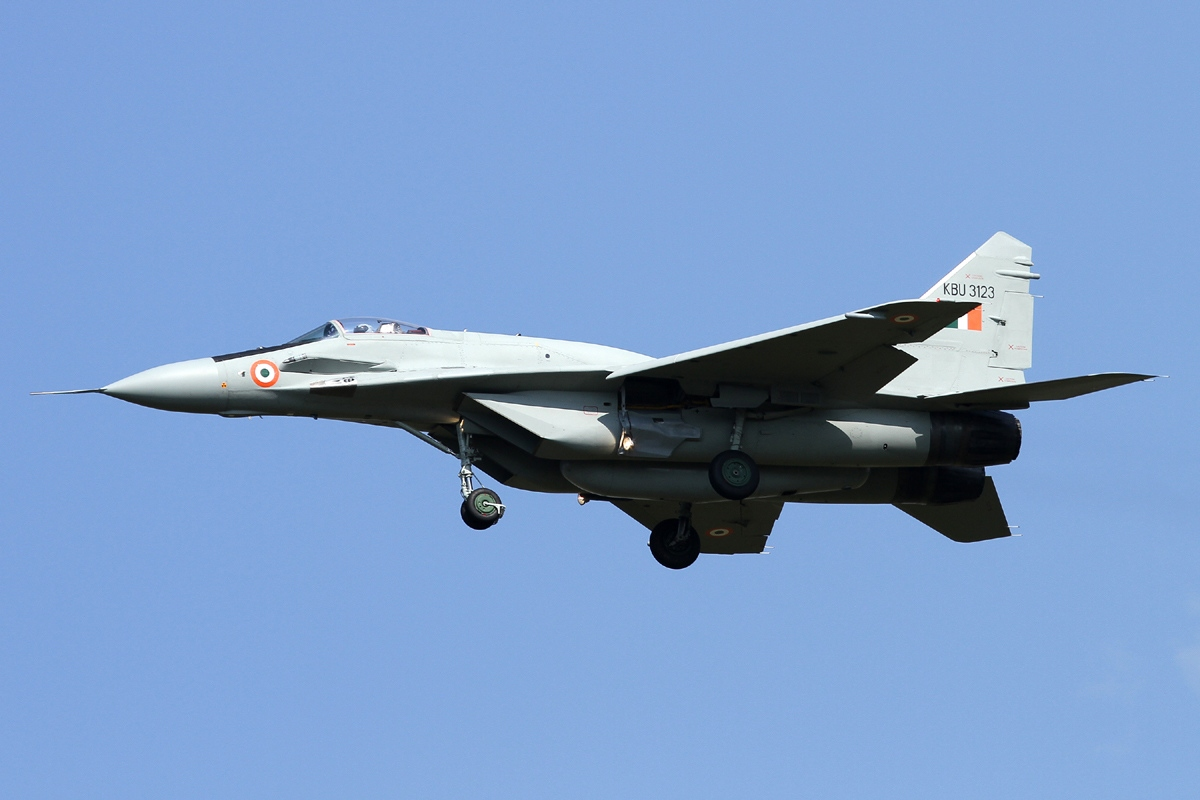
米格-29UPG

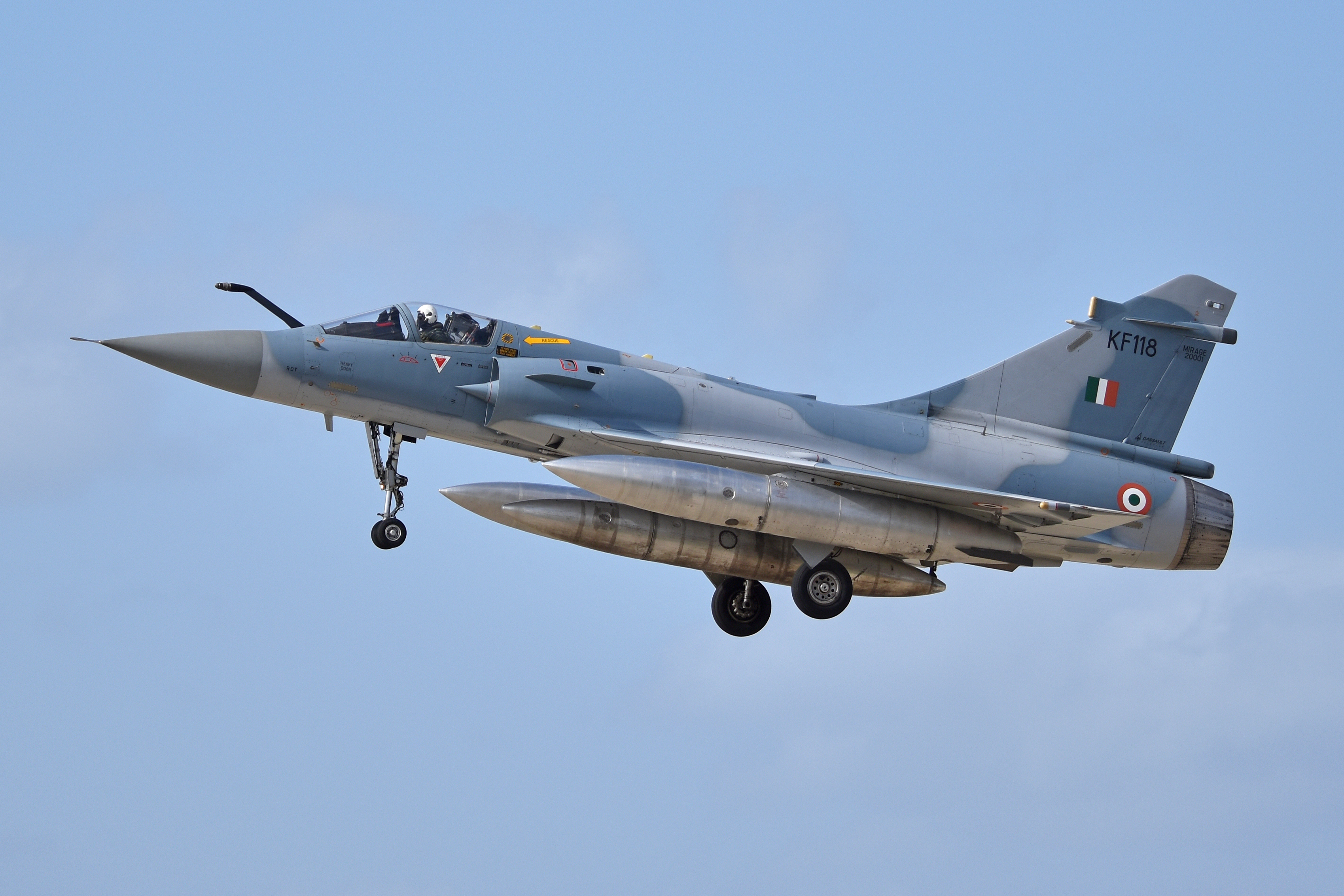
幻象2000

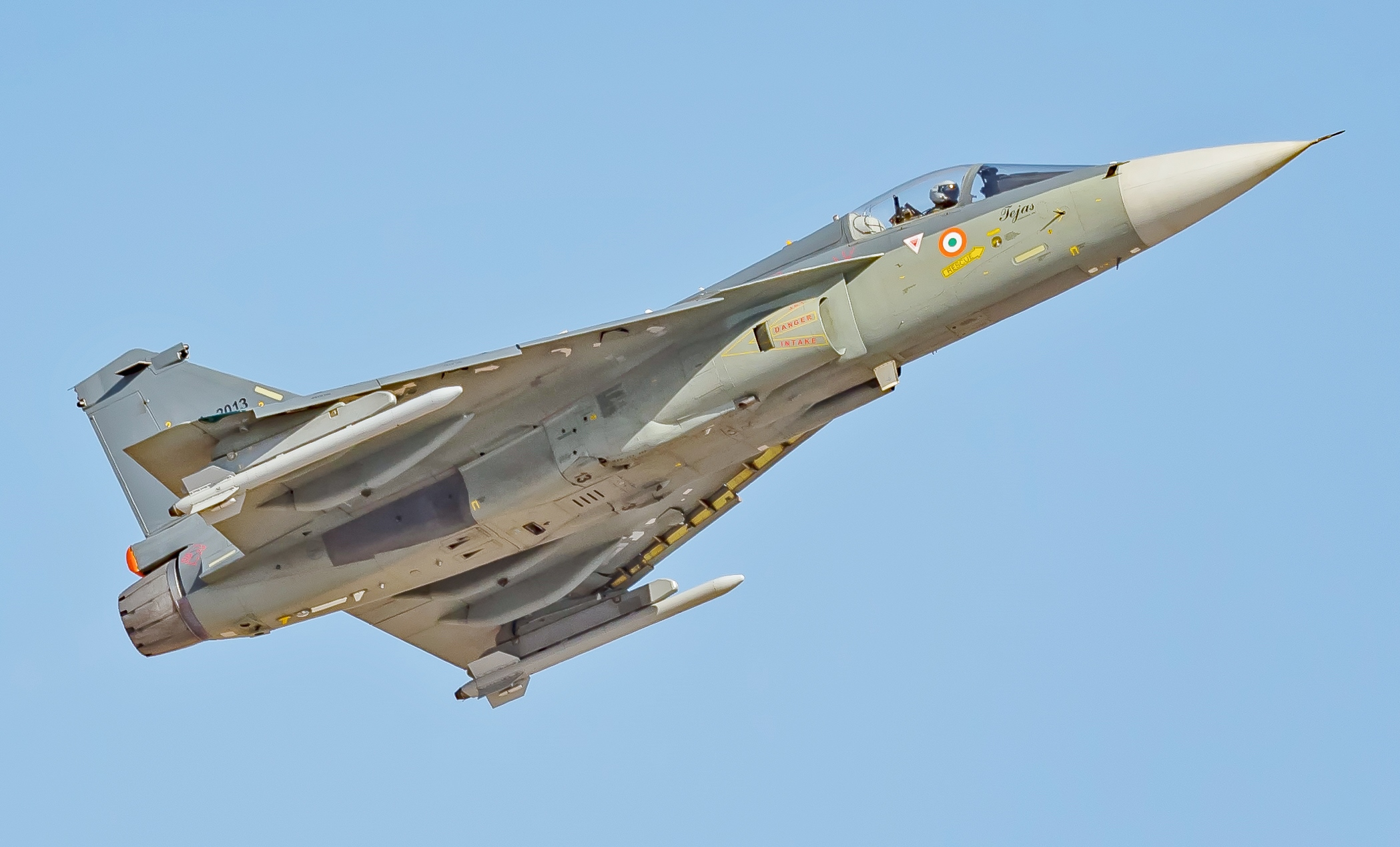
光輝戰鬥機Mk1

- 蘇-30MKI－現役260架（計劃再增加12架），重型多用途戰鬥機，印度空軍主力戰鬥機，印度空軍訂購了272架[102][103]。2019年再採購印度斯坦航空公司組裝12架蘇-30MKI戰機以補充之前的機隊損耗。[104]
- 阵风戰鬥機－現役36架，2016年1月印度向法國訂購36架阵风中型多用途戰鬥機，其中24架為單座EH型，12架為雙座DH型。
- 米格-29－現役59架（計劃再增加21架），印度空军采购合約于1986年9月签订。1986年至1990年期间一共有65架米格-29单座战斗机和5架双座教练机，以及48台备用发动机（备件系数为0.7/架）交付给印度空军，项目总费用约为6亿美元，其中包括初始备件和支持。这些飞机是苏联首批出口的米格-29，并没有达到后来交付给华约盟国的武器系统标准。于1987到1994年间共订购了70架米格-29和9架米格-29UB。2008年签订协议，把53架米格-29与9架米格-29UB升级至米格-29UPG标准，成为多用途战斗机，2019年印度空軍继续向俄羅斯採購21架蘇聯時代生產后封存的米格-29戰鬥機，其中2架為教練機，并升級為UPG標準。[105][106]
- 幻象2000戰鬥機－現役47架，其中10架用於訓練，印度空軍共订购了59架幻象2000战机，並已升級至幻象2000-5 MK2。2021年時，印度空軍從法國空軍購買24架二手幻象2000以補充機隊損耗，其中部分可直接使用，部分作為零部件供應。
- 光輝戰鬥機－現役30架，2006年，印度空軍向印度斯坦航空公司訂購20架光輝戰鬥機Mk1 IOC型（單座型16架、雙座教練型4架），2009年，印度空軍继续訂購20架光輝戰鬥機Mk1 FOC型（單座型16架、雙座教練型4架），其中32架單座型計劃於2022年前全部交付，截至2022年7月已交付30架，8架雙座教練型計劃於2020年開始生產，預計2024年全部完成交付[107]。2021年2月4日，印度空軍與印度斯坦航空公司簽訂協議，採購83架光輝Mk1A輕型多用途戰鬥機，其中包括10架教練型，預計2024年開始交付。
- 米格-21－現役40架[108]，轻型制空戰鬥機，印度空軍已漸漸淘汰此機型，並只保留125架以升級為米格-21Bison型，在2014年起開始退役，2025年全數退役。[109]
- 美洲豹攻擊機－現役106架[110]，專職進行地面攻擊任務。

### C4ISR

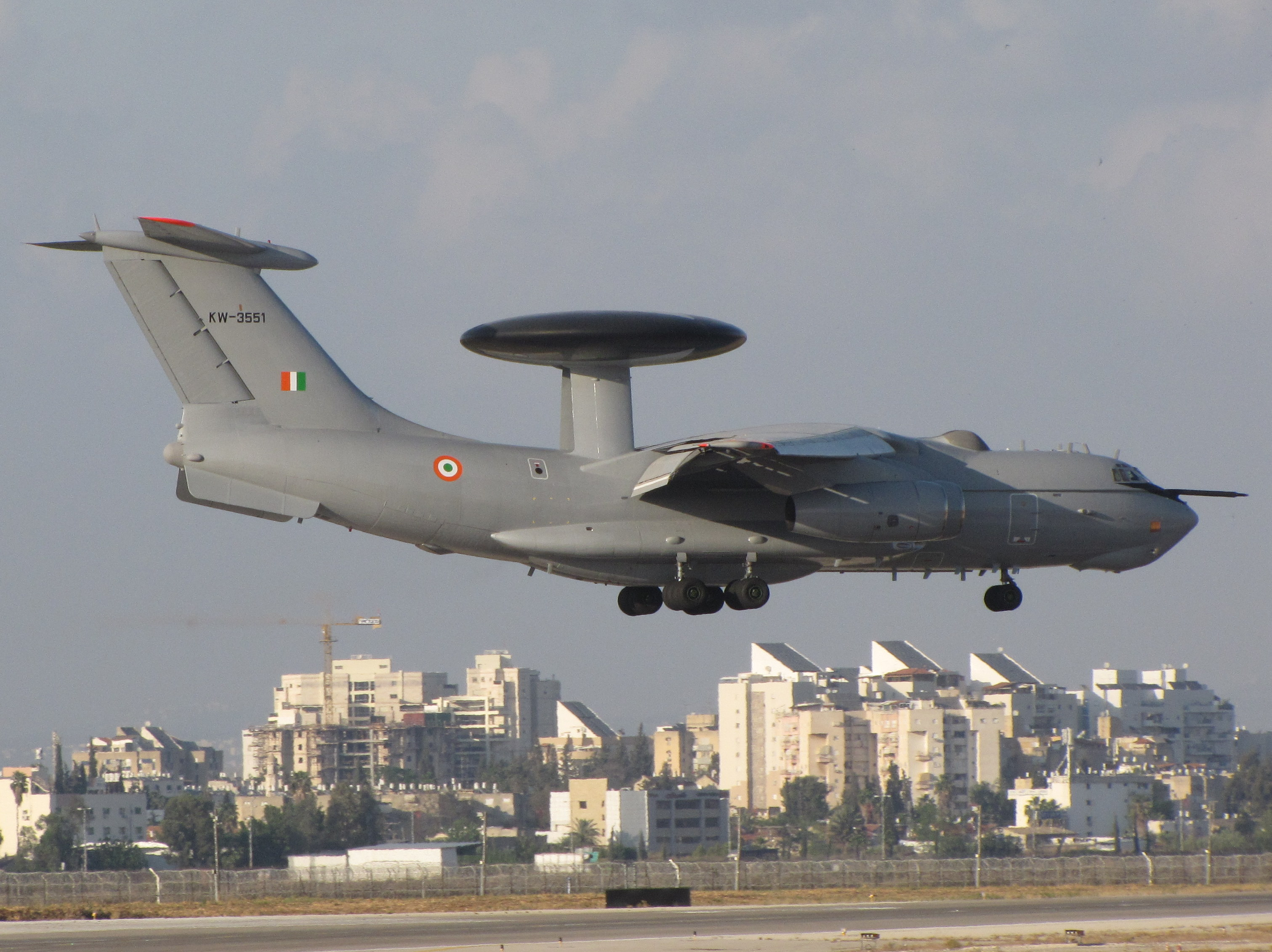
印度空軍的A-50預警機是該國進行空中預警及管制的主力。

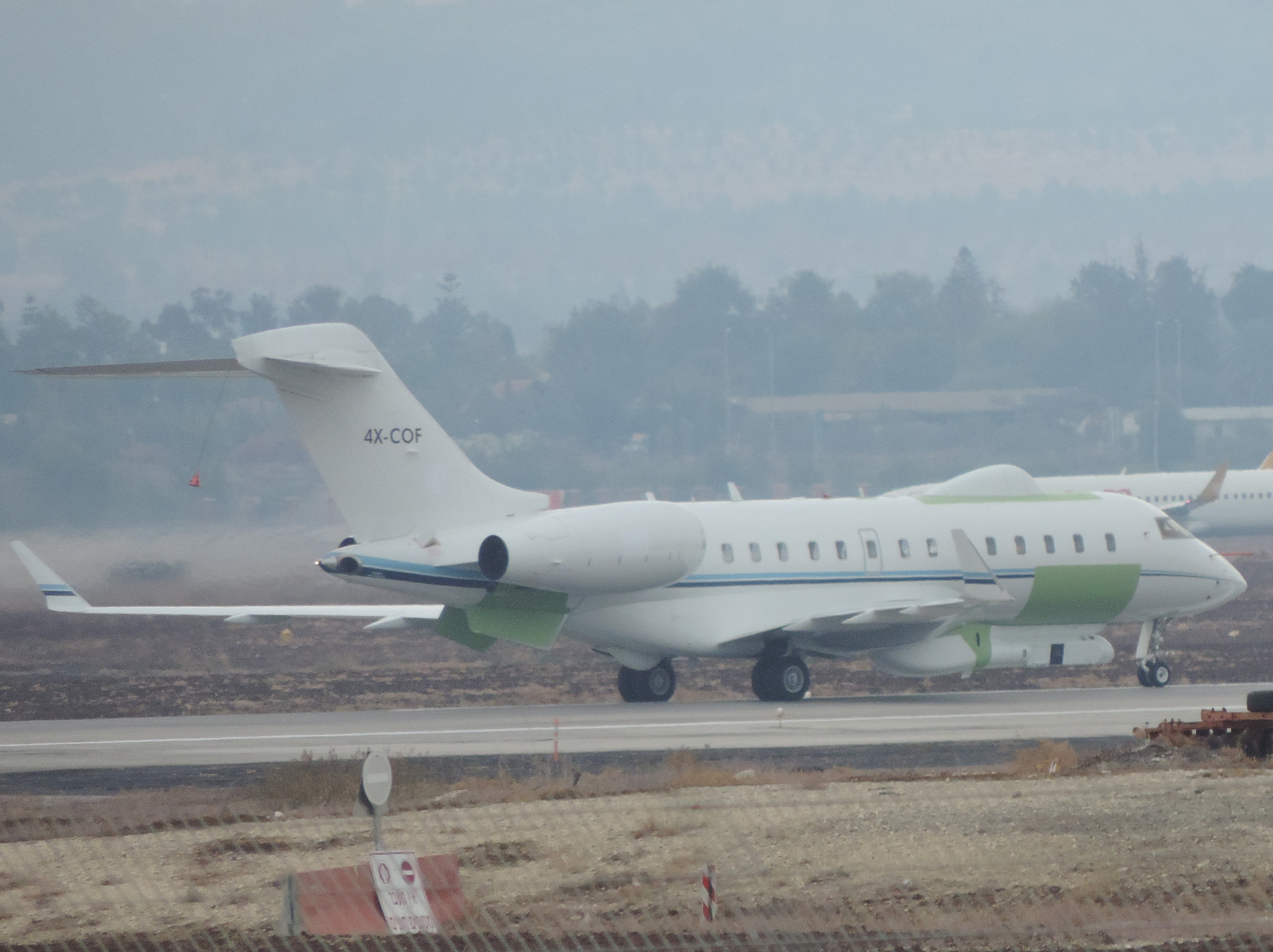
龐巴迪環球5000

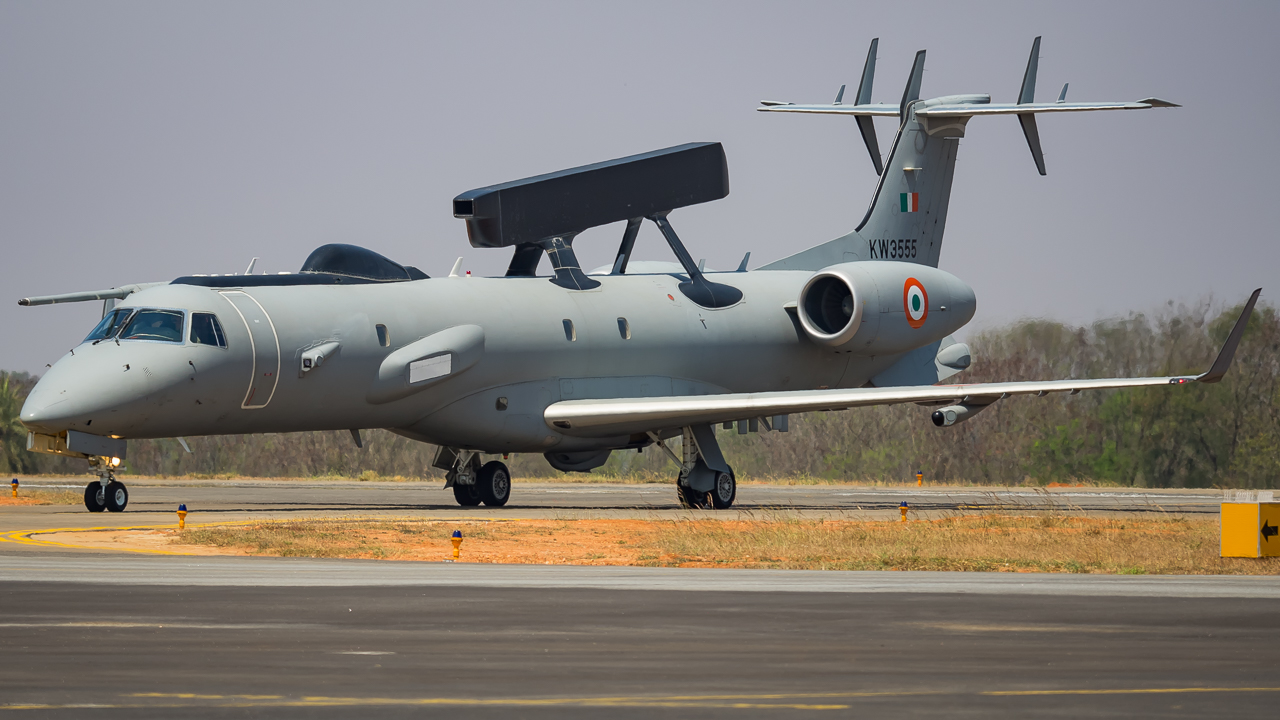
ERJ-145 DRDO AEW&CS空中預警機

- A-50預警機，現有3架服役，搭載以色列EL/W-2090（英语：EL/W-2090）空中預警及管制系統，全軍總共有三套這權的系統服役，還有可能增訂兩套[111][112][113]。
- 波音707電子偵察機
- 龐巴迪環球5000情報機
- 灣流III
- DRDO AEW&CS（英语：DRDO AEW&CS），「DRDO AEW&CS」空中預警及管制系統是印度在DRDO計劃中所開發的系統，裝備在3架ERJ-145上[114]。
- 灣流G100
- 訂購8架MQ-9收割者偵察機。
- 搜索者偵察機[115]
- 蒼鷺無人機（英语：IAI Heron）[116]

### 空中加油機

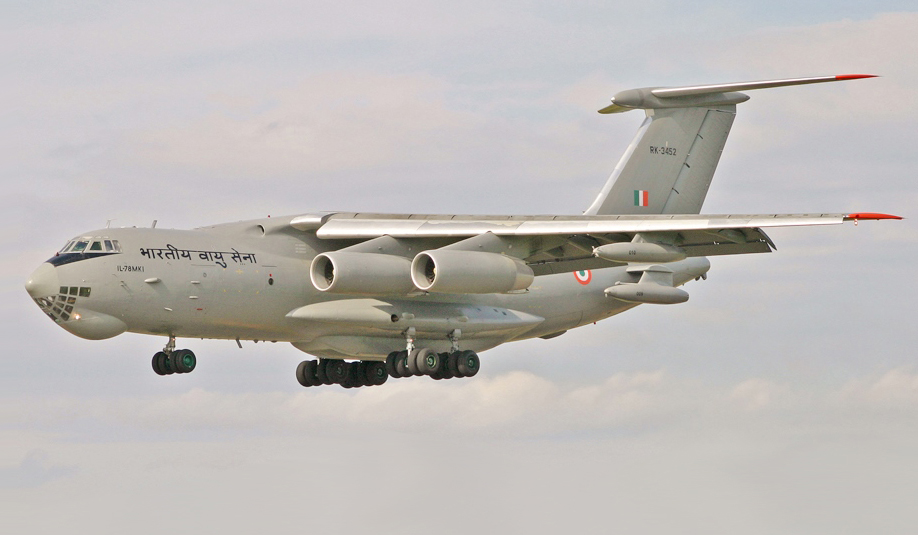
印度空軍伊留申-78MKI

- 伊爾-78MKI－現有7架，負責空中加油任務，也可以拆除機艙油箱執行運輸任務[117][118]。
- 767 MMTT－2022年4月，印度斯坦航空有限公司獲以色列航太工業授權，將6架民用波音767改裝為空中加油機，將與伊爾-78MKI一同負責空中加油任務[119]。

### 運輸機
- C-17－現役11架，負責戰略運輸任務[120][121]。
- 伊尔-76－現役17架，负责戰略運輸任務[122][123]

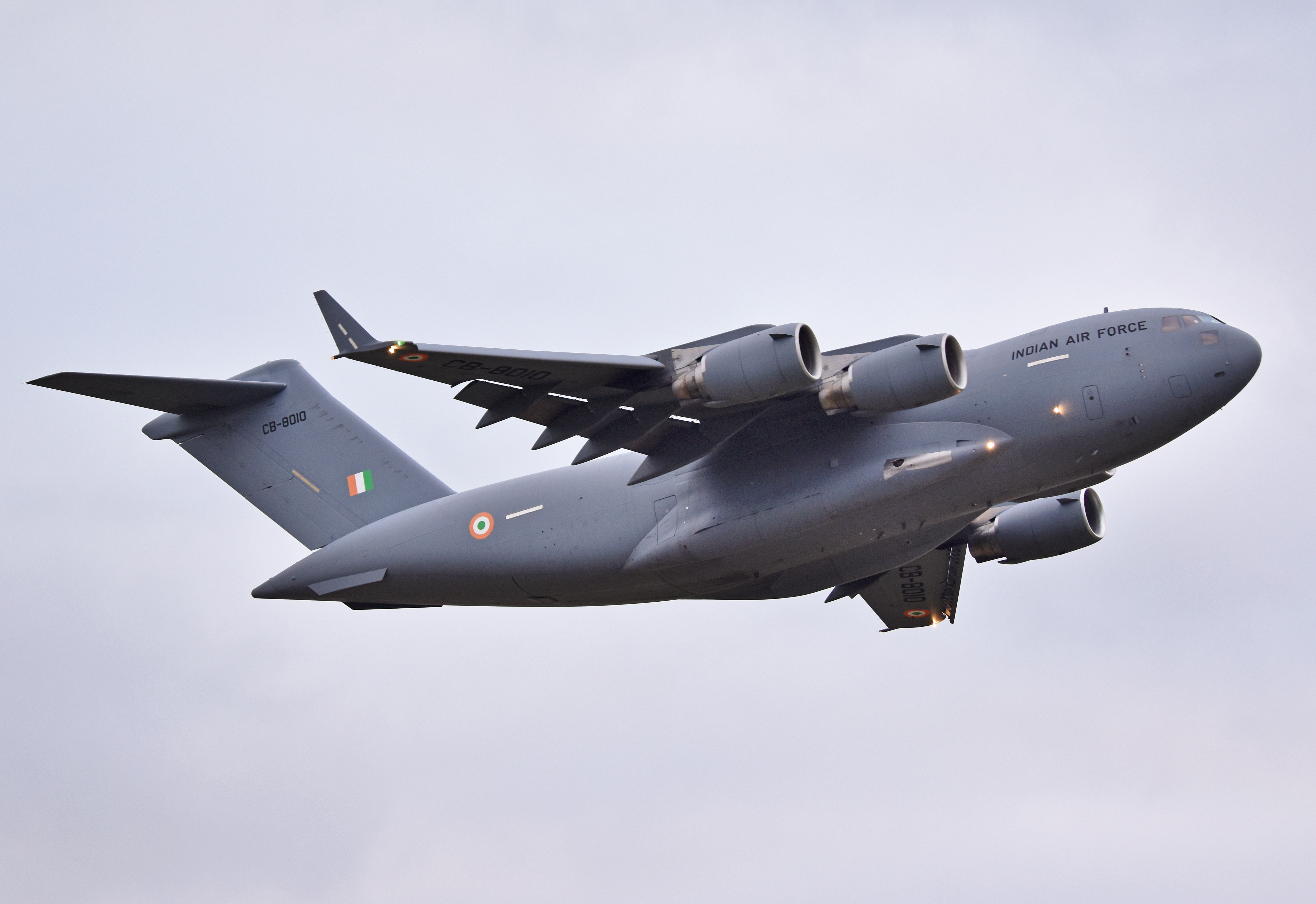
印度空軍波音C-17环球霸王III

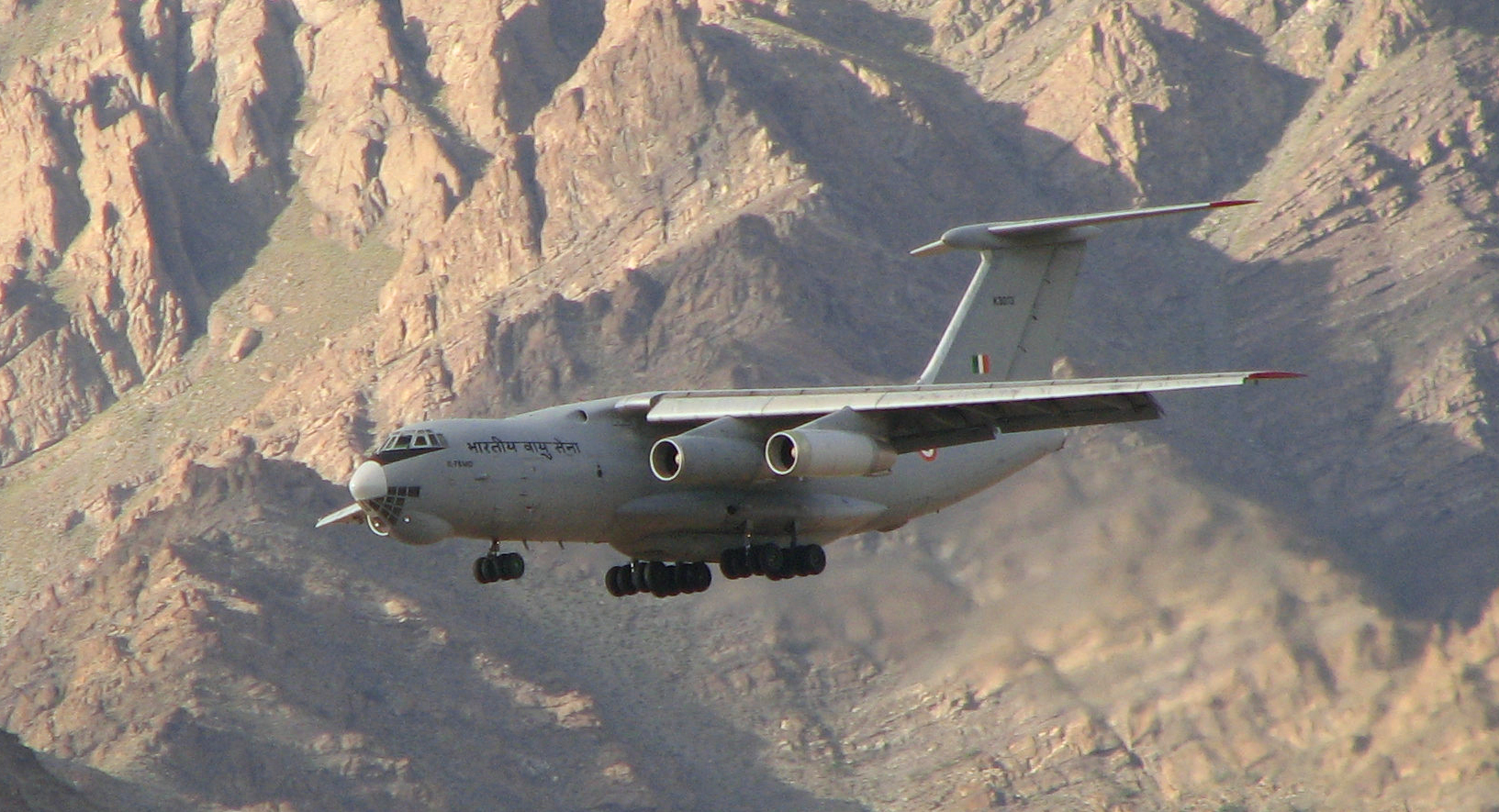
印度空軍伊尔-76

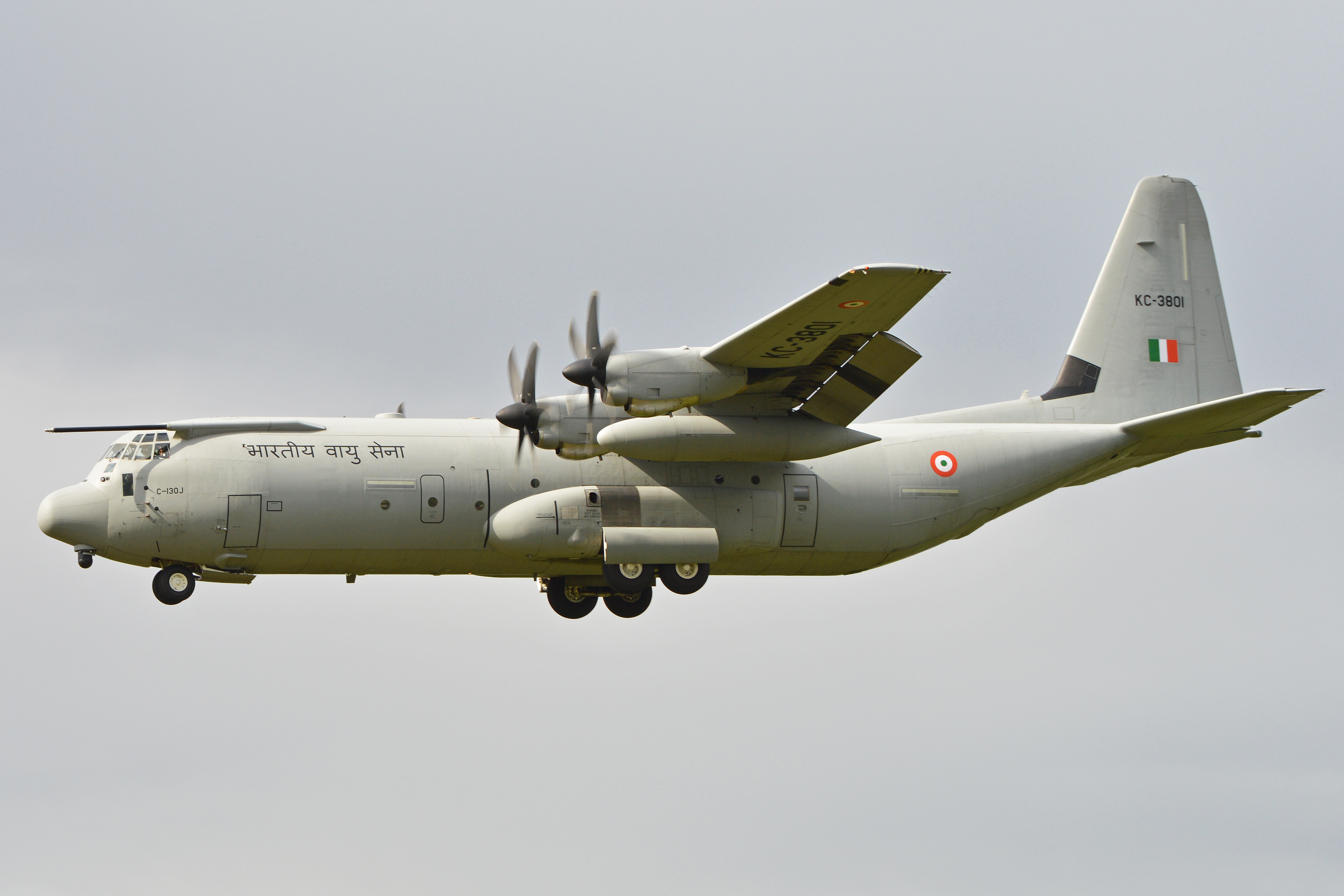
印度空軍C-130J-30

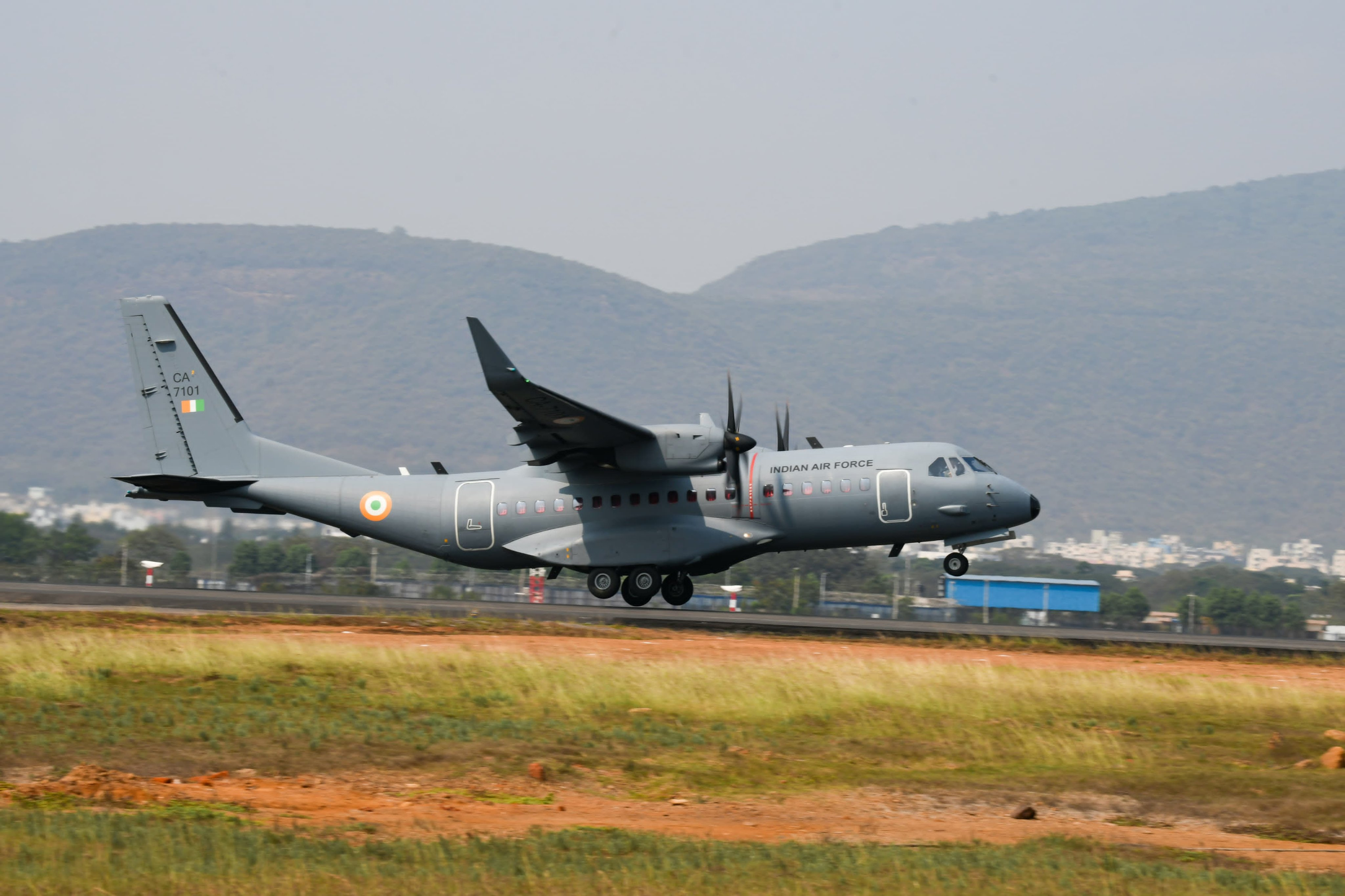
印度空軍C-295運輸機

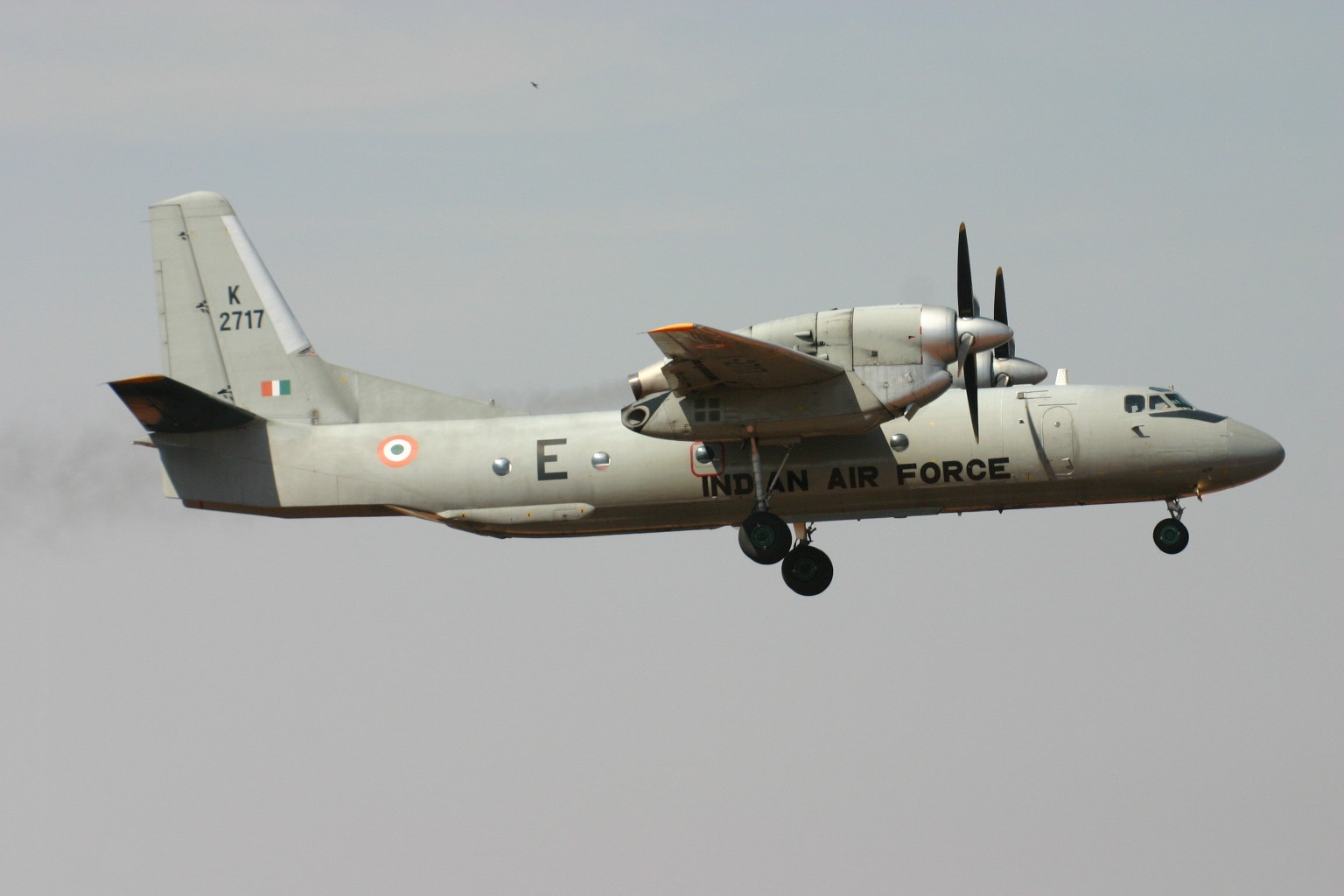
印度空軍安-32

- C-130J－現役12架，中型戰術運輸機，取代An-12[124]，但其中一架在2014年3月28日的一次訓練中失事墜毀，五名機上人員亦遇難[125][126]。

- C-295－2021年9月8日，宣布採購56架C-295MW運輸機，16架由空中巴士防務（英语：Airbus Military）生產，40架由塔塔先進系統（英语：Tata Advanced Systems）生產。

- 安-32－現役99架，作為印度空軍的一種輕型運輸機，也執行轟炸和空降任務[127]，空軍現有35架安-32在烏克蘭完成升級[127]。剩餘的計劃在印度升級。

- HS 748（英语：Hawker Siddeley HS 748）－曾作為空軍運輸機隊主力，現今僅負責訓練和聯絡任務[128]。

- 多尼爾228－轻型運輸機，現役53架。[129]

- BBJ及Erj-135－運載貴賓及為軍隊提供客運服務[130][131]。印度總理亦擁有被稱為「印度空軍一號」的2架改装过的波音777-300ER行政專機[132]。

### 直升機
- AH-64，2015年訂購22架[133]

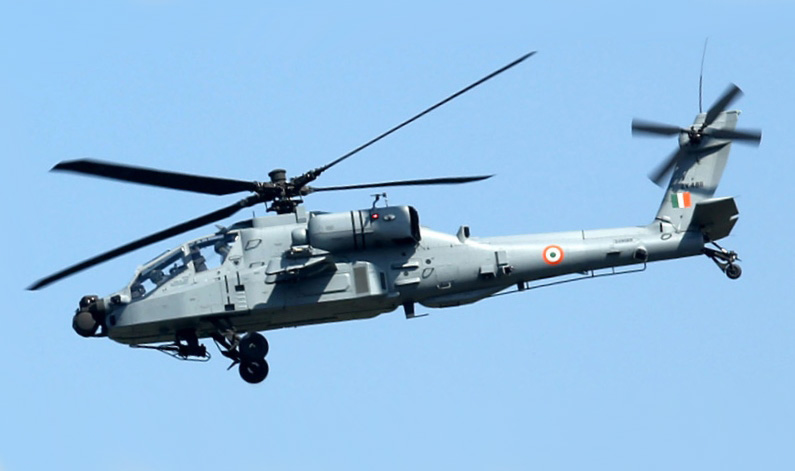
印度空軍AH-64

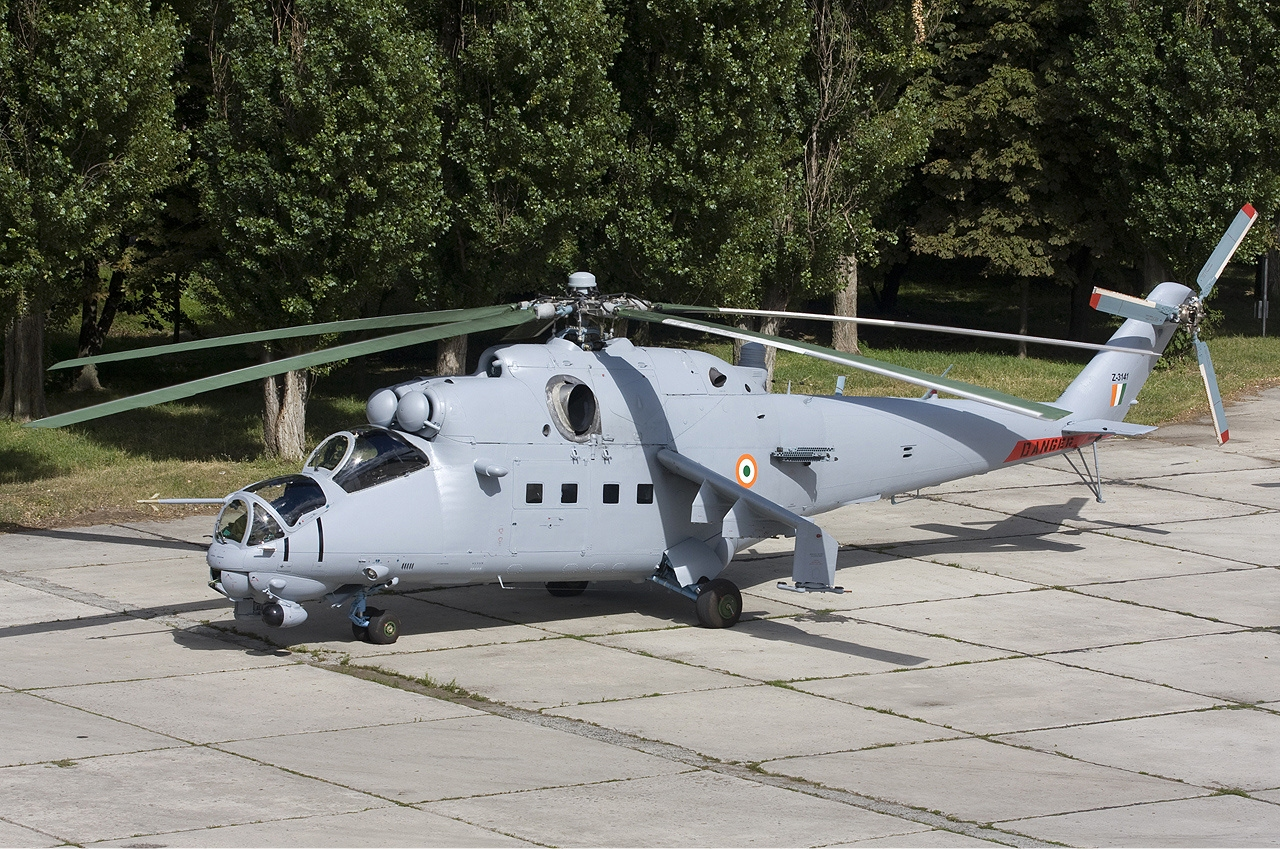
印度空軍Mi-35直升機

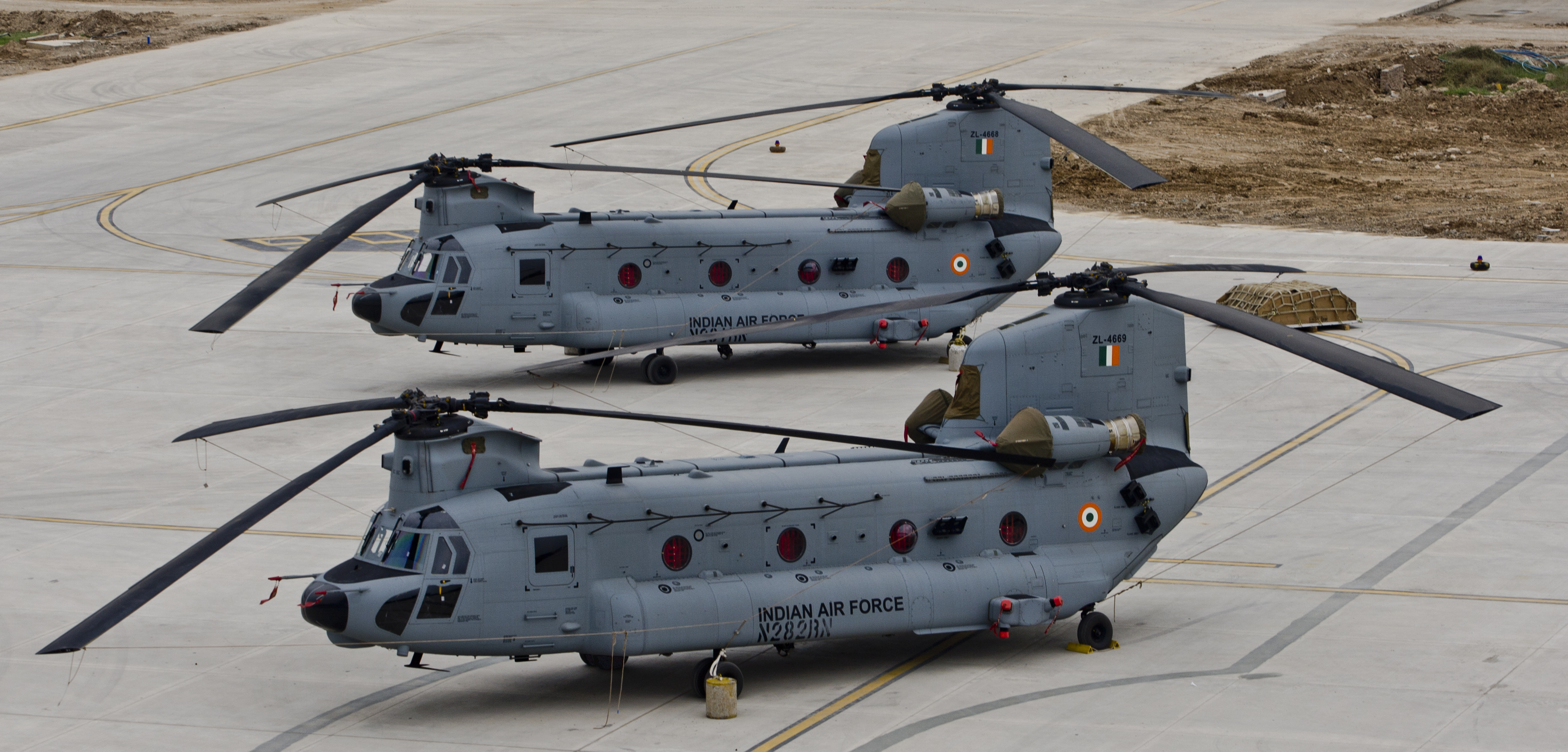
印度空軍CH-47運輸直升機

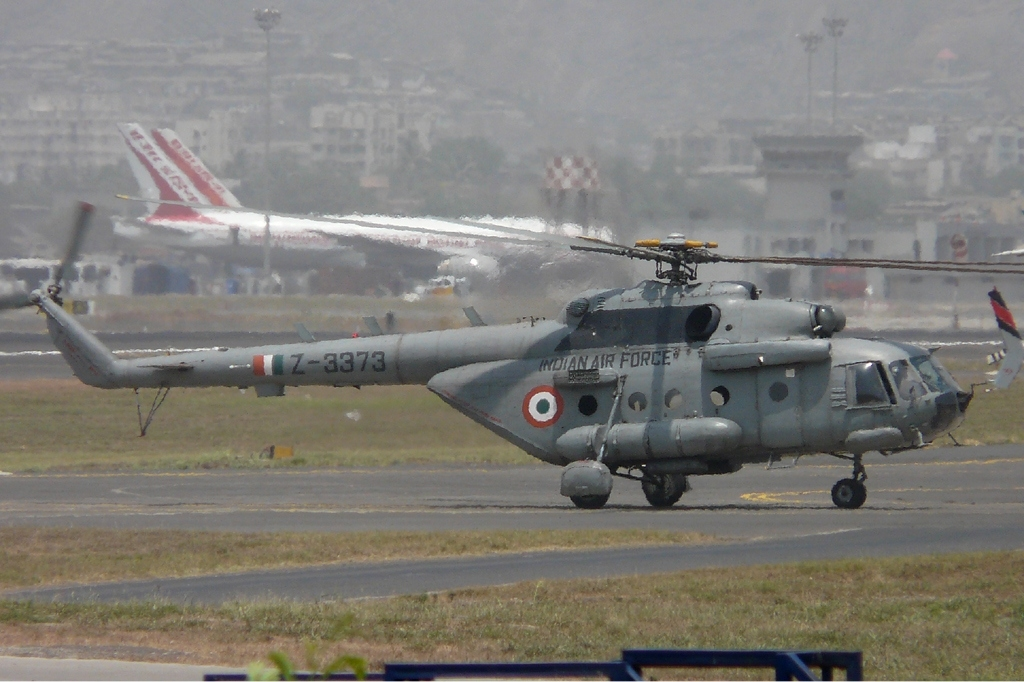
印度空軍Mi-17運輸直升機

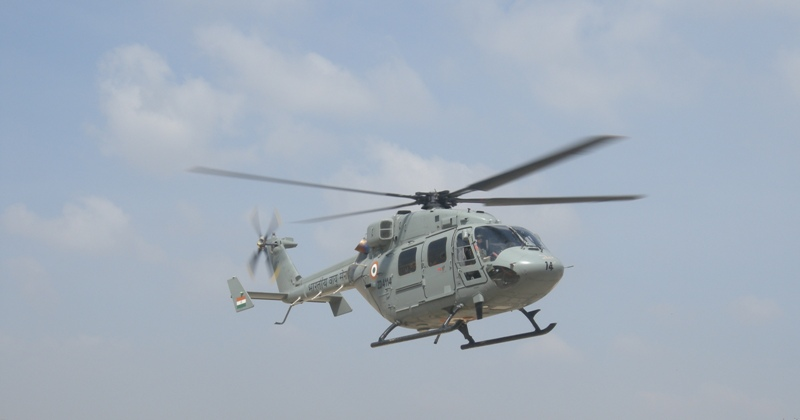
印度空軍HAL 北極星直升機

- Mi-35直升機，攻擊直升機，也可運輸少量士兵，現有兩架服役[134]。
- HAL轻型战斗直升机[135]
- 樓陀羅攻擊直升機
- Mi-26重型直升機，4架[136]。
- CH-47，15架。
- Mi-8直升機及Mi-17直昇機則是印度空軍的中型直升機，Mi-17正在逐步取代Mi-8[137][138]。印度空軍已訂購了兩批分別80架及59架的新式Mi-17V-5直升機以取代現有的兩款米系列中型直升機[139]。
- 北極星直升機是印度空軍一種輕型直升機，除了用作運輸及各種雜務。[140]
- 法國航太雲雀III型直升機，授權HAL公司製造，主要用作訓練、拯救及運輸用的。[141]
- 印度豹直升機（英语：HAL Cheetah）適合高海拔行動，一般用於運輸及搜救任務。[142]

### 訓練機

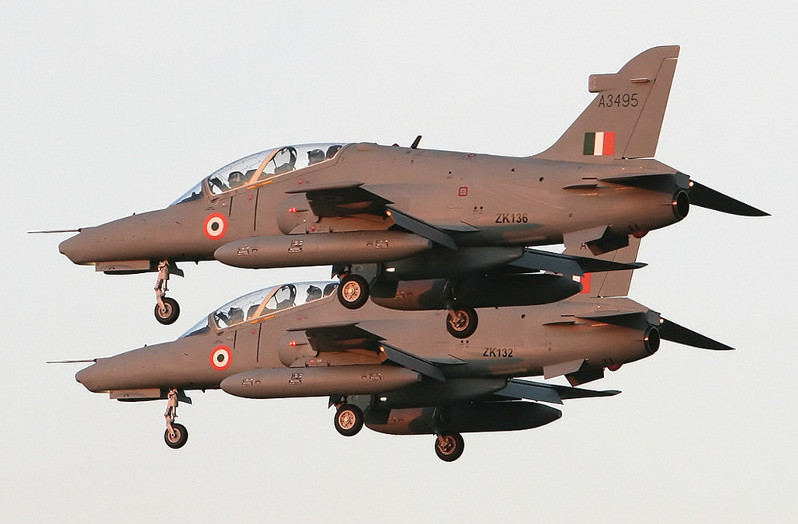
Hawk Mk 132教練機

- 鷹式教練機將取代HAL HJT-16 教練機（英语：HAL HJT-16 Kiran）。印度空軍訂購123架。
- 星教練機（英语：HAL HJT-36 Sitara）
- 基蘭教練機（英语：HAL Kiran）就提供高級的飛行訓練及空中武器訓練[143][144]，亦是陽光飛行表演隊的使用機[145]。
- 內閣委員會因為突然的訓練機短缺而決定訂購75架PC-7 Mk-II 初級教練機（英语：Pilatus PC-7）[146][147] 後來印度又加訂了37架同型飛機，令總飛機數加至112架[148]。
- HTT-40
- HPT-32 教練機（英语：HAL HPT-32 Deepak）是印度空軍最基本的訓練機[149]，但在2009年7月此型飛機發生意外墜毀並令兩個資深飛行導師死亡後就被停飛[150] but was revived in May 2010[150]，加裝了降落傘系統以增加在飛行中遇險時飛行員的生還機會[150]。

## 陸基導彈系統

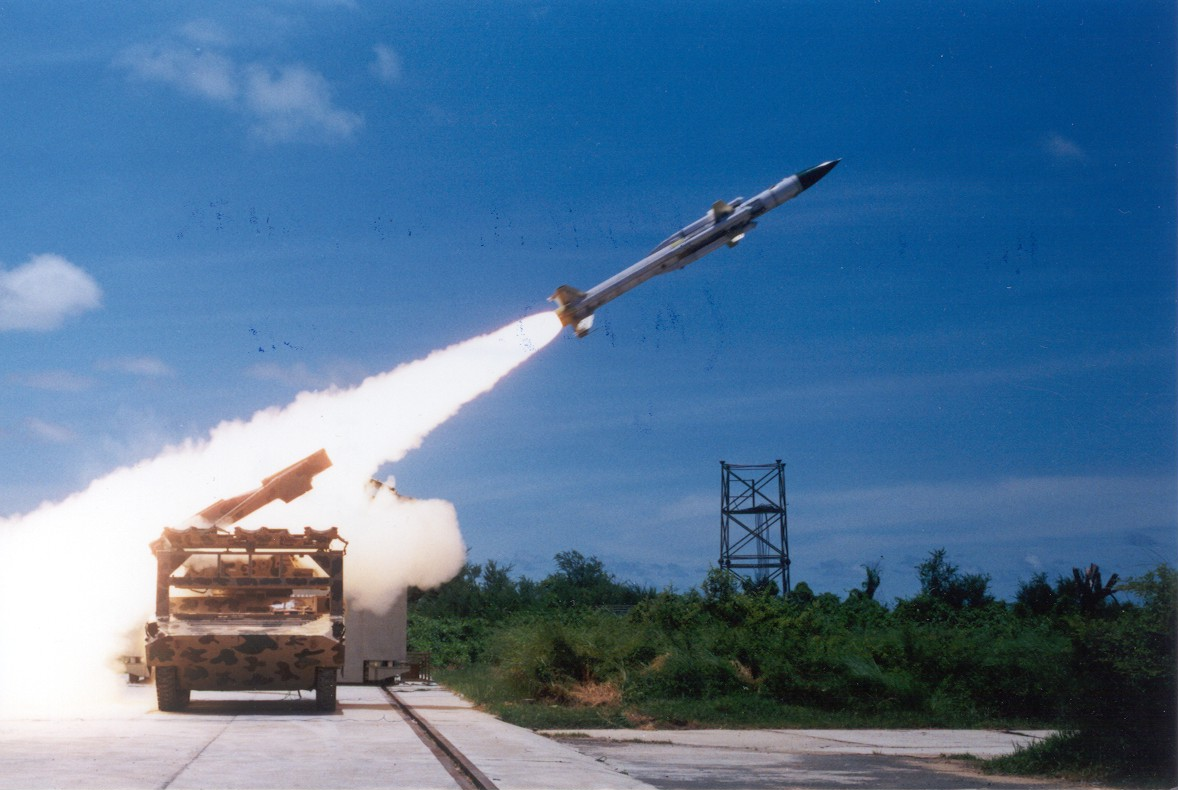
印度天空導彈

### 地對空導彈系統
S-125 涅瓦河/伯朝拉河 地對空飛彈系統及SA-8導彈皆是印度空軍現役的面對空導彈系統，並將面被印度天空防空導彈所取代。現在空軍八個中隊已配備了天空導彈。

### 彈道導彈
印度空軍現有配備大地2型短程彈道導彈，這是大地系列彈道導彈中一款專為印度空軍設計的導彈。

## 未來發展
二十世紀九十年代末，因為飛機退役及意外事故，印度空軍的戰力減少了，故此印度空軍為現有機隊、裝備及設施進行升級，並購置印度本土及外地的新式的飛機及裝備。隨著這些措施讓空軍飛機數量回升，印度空軍就計劃在2022年擴展至42個中隊。

## 現役機種列表

### 作戰用飛機
| 機型              | 生產國                    | 數量           |
| ----------------- | ------------------------- | -------------- |
| 陣風戰鬥機        | 法國                      | 35             |
| 幻影2000戰鬥機    | 法國                      | 41             |
| Su-30MKI戰鬥機    | 俄羅斯 · 印度（授權生產） | 247            |
| 米格29戰鬥機      | 俄羅斯                    | 65             |
| 米格21戰鬥機      | 俄羅斯                    | 54             |
| 美洲豹攻擊機      | 法國/ 英国                | 106（1架墜毀） |
| 光輝戰鬥機        | 印度                      | 32             |
| AH-64阿帕契直升機 | 美国                      | 22             |

### 預警機、加油機和運輸機（2022年）
| 機型                                                      | 生產國         | 數量 |
| --------------------------------------------------------- | -------------- | ---- |
| A-50預警機                                                | 俄羅斯/ 以色列 | 3    |
| EMB-145I空中預警機（以巴西航空工業ERJ系列為平台改裝而成） | 巴西/ 印度     | 3    |
| 伊爾76運輸機                                              | 俄羅斯         | 17   |
| 波音C-17环球霸王III                                       | 美国           | 11   |
| C-130運輸機                                               | 美国           | 12   |
| 安-32                                                     | 乌克兰         | 103  |
| 伊爾78加油機                                              | 俄羅斯         | 6    |

### 無人機（2020年）
| 機型             | 生產國 | 數量 |
| ---------------- | ------ | ---- |
| 哈比無人機       | 以色列 | 10   |
| 搜索者偵察機     | 以色列 | 100  |
| 蒼鷺無人機       | 以色列 | 30   |
| MQ-9收割者偵察機 | 美国   | 8    |

## 腳註
1. ↑  根據印度方面的報告，一架米格-27因為引撆問題失事墜毀，此機下墜時，一架護航的米格-21試圖協助但就被巴基斯坦的炮火擊落。事件中米格-21的機師陣亡，而米格-27的機師被俘。巴基斯坦方面就聲稱兩架飛機都是由巴軍在巴方領空擊落的，而印度則聲稱兩機出事點是在印方領空。

## 外部連結
- 印度空軍官方網站（页面存档备份，存于）
- bharat-rakshak.com中印度空軍頁面（页面存档备份，存于）
- Global Security有關印巴戰爭的文章（页面存档备份，存于）
- 印度空軍各級肩章（页面存档备份，存于）
- 印度政府空軍職業網站（页面存档备份，存于）